# حرم شاه عبدالعظیم

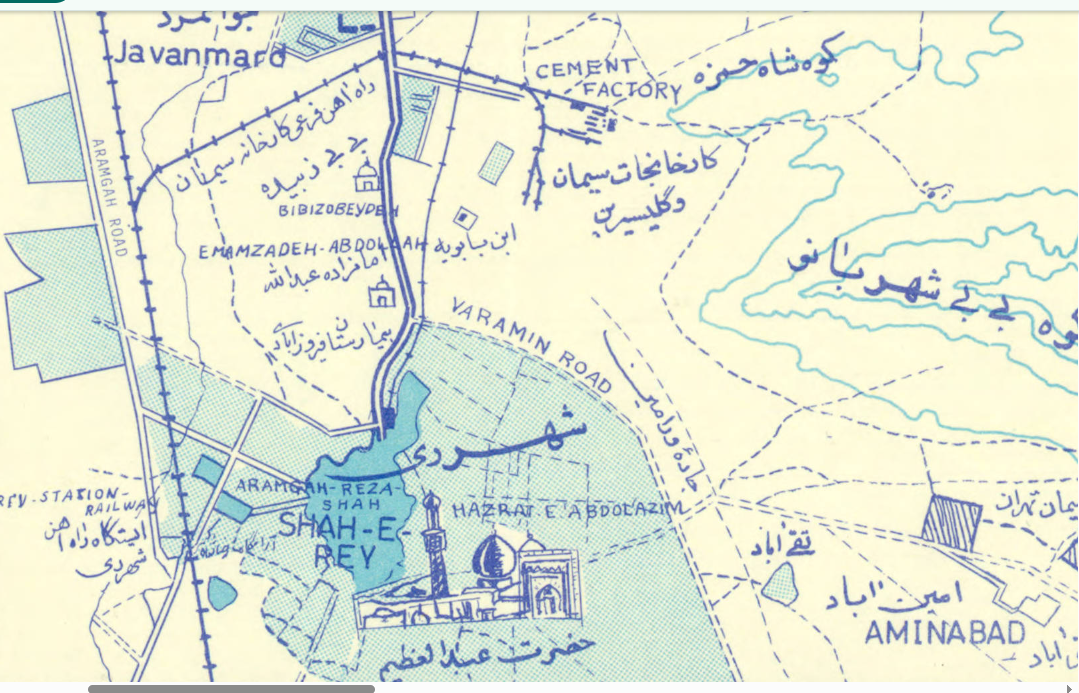
حرم شاه عبدالعظیم (پایین) در نقشه شهر ری و حومه در سال ۱۳۴۶ خورشیدی

حرم عبدالعظیم حسنی (یا به لهجه و زبان عامیانه، شابدُلَظیم) مجموعه آرامگاه عبدالعظیم حسنی، امامزاده حمزه و امامزاده طاهر است که در شهر ری (در جنوب تهران) قرار دارد. بنای آرامگاه مربوط به دوره‌ی ایلخانی، دوره‌ی صفوی و دوره‌ی قاجار است.
این اثر در تاریخ ۱۱ بهمن ۱۳۳۴ با شماره‌ی ثبت ۴۰۶ به‌عنوان یکی از آثار ملّی ایران به ثبت رسیده‌است.

## عبدالعظیم حسنی
عبدالعظیم حسنی یا شاه عبدالعظیم از نوادگان امام دوم شیعیان، حسن مجتبی، در سال ۱۷۳ قمری (۷۸۹ م)، در زمان موسی کاظم در شهر مدینه زاده شد.پدرش عبدالله و مادرش فاطمه نام داشتند. همسر وی خدیجه دختر قاسم بن حسن بن زید بن حسن بود.
عبدالعظیم پس از ورود به شهر ری در سرداب خانه یکی از شیعیان آن شهر به زندگی پنهانی روی می‌آورد و پس از مدتی بیمار می‌شود و در سال ۲۵۲ قمری (۸۶۶ م) می‌میرد.
شایان ذکر است که  عبدالعظیم یکی از روایان احادیث شیعه هستند؛به‌همین دلیل تأثیر زیادی در زمان خود بر حفظ جریان شیعه، آن هم در دوران خفقان موجود در زمان امامان هشتم و نهم و دهم شیعیان را داشته اند  و از این سه‌بزرگوار روایاتی را نقل کرده‌اند. گفته می‌شود بیش از صدحدیث از جانب اهل بیت  توسط ایشان نقل شده است.
ضمن اینکه جناب شیخ‌صدوق مجموعه روایات اوی را با عنوان «جامع اخبار عبدالعظیم» گردآوری نموده است. ضمنا بخشی از این احادیث، بی‌واسطه از ائمه نقل شده است؛ البته علاوه بر نقل احادیث اهل بیت،وی با علوم دینی آشنایی داشتند و به همین دلیل، محل رجوع مردم در زمینه مسائل دینی بوده‌اند.
قابل توجه اینکه ازابوتراب رویانی نقل شده است : «شنیدم که ابوحماد رازی می‌گفت در سامرا بر امام دهم شیعیان وارد شدم و از بعضی مسائل حلال و حرام از ایشان پرسیدم. چون قصد وداع داشتم، ایشان فرمودند: چنانچه در امور دینی در تشخیص حلال و حرام، مسئله‌ای بر تو دشوار شد، از عبدالعظیم بن عبدالله حسنی سؤال کن و سلام مرا به او برسان.»

## بناها
بنای نخستین آرامگاه عبدالعظیم را محمد بن زید داعی علوی، در نیمه دوم قرن سوم هجری قمری برابر با با قرن نهم میلادی تعمیر اساسی کرد. درگاه اصلی ورودی حرم که در شمال آرامگاه قرار دارد به فرمان پادشاهان خاندان آل بویه و سپس با تلاش مجدالملک قمی ساخته شد.
بنای آرامگاه در بخش پایین چهارگوشی است که هر سوی آن حدود هشت متر است. در بالا مانند همه بناهای سلجوقی برفراز چهارگوشه حرم چهار گوشوار یعنی چهار طاق مورب بنا کرده‌اند و بالاتر از آن یک هشت ضلعی و بر روی آن یک شانزده‌ضلعی ساخته‌اند. روی این شانزده‌ضلعی گنبد اصلی حرم ساخته شده‌است. تمام این بخش‌ها از درون آیینه‌کاری شده‌است. تعمیر و تغییرات اصلی این بخش در زمان شاه تهماسب یکم صفوی انجام گرفته‌است. صحن‌ها و ایوان از آثار دوره صفویه می‌باشد.
در دوره قاجار تعمیرات و اضافات بسیاری صورت گرفت. پوشش زرین گنبد، به فرمان ناصرالدین‌‌شاه در سال ۱۲۷۰ هجری قمری برابر با ۱۸۳۵ میلادی انجام گرفته‌است.

## آثار تاریخی
- تاریخ ساخت صندوق داخل آرامگاه عبدالعظیم ۷۲۵ هجری قمری برابر با ۱۳۳۵ میلادی است.
- دو لوحه کتیبه چوبی روی یک جفت در چوبی جدید تر نصب شده که تاریخ ساخت لوحه‌ها ۸۴۸ هجری قمری مطابق با ۱۴۴۴ میلادی است.
- تاریخ ساخت در بزرگ چوبی بین رواق شمالی و مسجد زنانه ۹۰۴ هجری قمری (برابر با ۱۴۹۸ میلادی) و به سبک دوره تیموری است.

## آرامگاه‌های پیرامون
بسیاری از نامداران ایران در کنار آرامگاه و رواق‌های اطراف، عمدتاً در باغ طوطی، به خاک سپرده شده‌اند. از جمله: 
| ر  | نام                    |  | تاریخ تدفین | توضیحات                                                                               |
| -- | ---------------------- |  | ----------- | ------------------------------------------------------------------------------------- |
| ۱  | ناصرالدین‌شاه           |  | ۱۲۷۵        | چهارمین شاه قاجار (که پس از پیروزی انقلاب اسلامی، سنگ قبرش به خلوت کریمخانی منتقل شد) |
| ۲  | سید ابوالقاسم کاشانی   |  | ۱۳۴۰        | نماینده و رئیس مجلس شورای ملی                                                         |
| ۳  | علی‌مردان‌خان بختیاری    |  | ۱۳۱۳        | از سرداران ایل بختیاری بود، که علیه حکومت پهلوی اول تا سال ۱۳۱۳ جنگید.                |
| ۴  | قائم مقام فراهانی      |  | ۱۲۱۴        | ادیب ، شاعر و صدراعظم ایران                                                           |
| ۵  | ملا علی کنی            |  | ۱۲۶۷        | فقیه شیعه و مجتهد متنفذ ایران در زمان قاجار                                           |
| ۶  | ستارخان                |  | ۱۲۹۳        | ملقب به سردار ملی یکی از سرداران جنبش مشروطه                                          |
| ۷  | حسین سلامی             |  | ۱۴۰۴        | فرمانده کل سپاه پاسداران انقلاب اسلامی                                                |
| ۸  | محمد قزوینی            |  | ۱۳۲۸        | ادیب و پژوهشگر تاریخ و فرهنگ ایران                                                    |
| ۹  | عباس اقبال آشتیانی     |  | ۱۳۳۴        | مورخ ، ادیب و نویسنده                                                                 |
| ۱۰ | محمدرضا مهدوی کنی      |  | ۱۳۹۳        | نخست وزیر ایران و رئیس مجلس خبرگان رهبری                                              |
| ۱۱ | محمدتقی فلسفی          |  | ۱۳۷۷        | واعظ مشهور تهران و از شخصیت‌های مبارز انقلاب اسلامی                                    |
| ۱۲ | شیخ محمد خیابانی       |  | ۱۲۹۹        | رئیس مجاهدین آذربایجان در انقلاب مشروطه                                               |
| ۱۳ | حسین امیر‌عبداللهیان    |  | ۱۴۰۳        | دیپلمات و وزیر امور خارجه ایران                                                       |
| ۱۴ | محمدعلی شاه‌آبادی       |  | ۱۳۲۸        | عارف و مجتهد شیعه                                                                     |
| ۱۵ | اسماعیل آشتیانی        |  | ۱۳۴۹        | شاعر و نقاش                                                                           |
| ۱۶ | ابوالفتوح رازی         |  | ۵۵۲ ه.ق     | مفسر و عارف شیعه قرن ششم هجری                                                         |
| ۱۶ | حبیب‌الله شیرازی        |  | ۱۲۳۳        | ملقب به قاآنی شاعر                                                                    |
| ۱۸ | محمدمهدی طهرانچی       |  | ۱۴۰۴        | فیزیکدان، دانشمند هسته‌ای و رئیس دانشگاه آزاد اسلامی                                   |
| ۱۹ | سید ضیاءالدین طباطبایی |  | ۱۳۴۸        | نخست وزیر ایران                                                                       |
| ۲۰ | عزیزالله خوشوقت        |  | ۱۳۹۱        | مجتهد شیعه، عضو مجلس خبرگان قانون اساسی، خبرگان رهبری و مجلس شورای اسلامی             |
| ۲۱ | محی الدین انواری       |  | ۱۳۹۱        | روحانی و فقیه شیعه                                                                    |
| ۲۲ | ادیب‌الممالک فراهانی    |  |             | ژورنالیست ، شاعر و نویسنده                                                            |
| ۲۳ | مجتبی تهرانی           |  | ۱۳۹۱        | استاد اخلاق تهران                                                                     |
| ۲۴ | عبدالکریم حق‌شناس       |  | ۱۳۸۶        | فقیه و عارف شیعه                                                                      |
| ۲۵ | طیب حاج رضایی          |  | ۱۳۴۲        | از مبارزان سرشناس علیه حکومت پهلوی                                                    |
| ۲۶ | اسماعیل مرآت           |  | ۱۳۲۸        | سیاستمدار و وزیر فرهنگ ایران                                                          |
| ۲۷ | مهدی ربانی             |  | ۱۴۰۴        | فرمانده ارشد سپاه پاسداران انقلاب اسلامی                                              |
| ۲۸ | سید رضا زواره‌ای        |  | ۱۳۸۴        | سیاستمدار، حقوقدان شورای نگهبان و عضو مجلس شورای اسلامی                               |
| ۲۹ | سید علی غیوری          |  | ۱۳۹۳        | امام جمعه شهرری و نماینده مجلس شورای اسلامی                                           |
| ۳۰ | محدث ارموی             |  | ۱۳۵۸        | تصحیح‌کننده و پژوهش‌گر متون کهن                                                         |
| ۳۱ | سید محمدصادق طباطبایی  |  | ۱۳۴۰        | مؤسس حزب اعتدالیون، رئیس و نماینده مجلس شورای ملی                                     |
| ۳۲ | بدیع‌الزمان فروزانفر    |  | ۱۳۴۹        | ادیب، مترجم، پژوهشگر ادبی و مدرس دانشگاه                                              |
| ۳۳ | محمد محمدی ری‌شهری      |  | ۱۴۰۱        | روحانی، وزیر اطلاعات و عضو مجلس خبرگان رهبری                                          |
| ۳۴ | عباسعلی اختری          |  | ۱۴۰۱        | نماینده مجلس شورای اسلامی و مجلس خبرگان رهبری                                         |

- همچنین برخی حکام اردلان که از وابستگان پادشاهان قاجار بودند نیز در صحن آرمیده‌اند.

در دوره پهلوی، آرامگاهی در جوار این آستان برای رضاشاه تدارک دیده شد که به تدریج بسیاری از وابستگان این خاندان در آن جا به خاک سپرده شدند. از جمله: علیرضا پهلوی، سلیمان بهبودی، ارتشبد محمد خاتم و حسنعلی منصور. این آرامگاه پس از انقلاب اسلامی سال ۱۳۵۷ به همراه آرامگاه پنجاه تن از وابستگان نظام پادشاهی، توسط گروهی به دستور صادق خلخالی ویران شد.

### آرامگاه پادشاهان

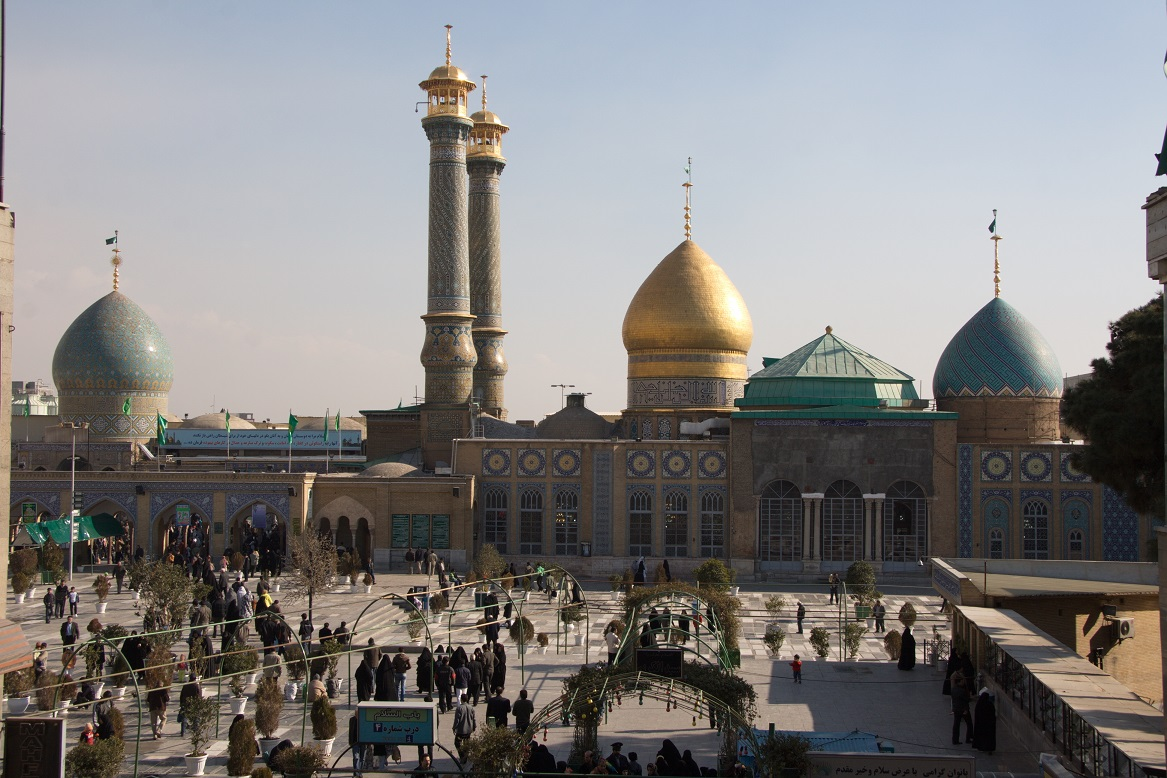
نمای «ایوان ناصری» و گنبد کلاه‌فرنگی آرامگاه ناصرالدین‌شاه (سبزرنگ) در بالای آن، بین گنبد طلایی آرامگاه عبدالعظیم حسنی (سمت چپ) و گنبد فیروزه‌ای امامزاده حمزه (سمت راست)
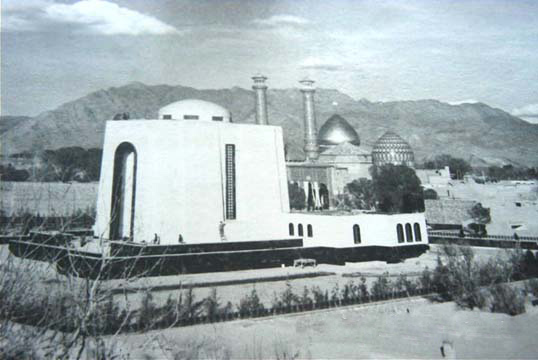
آرامگاه رضاشاه در جوار حرم شاه عبدالعظیم، که پس از انقلاب ۱۳۵۷ به دستور حاکم شرع صادق خلخالی توسط نیروهای سپاه طی بیست روز به‌کلی ویران شد.

### آرامگاه سرشناسان

آرامگاه شیخ محمد خیابانی
آرامگاه ستارخان
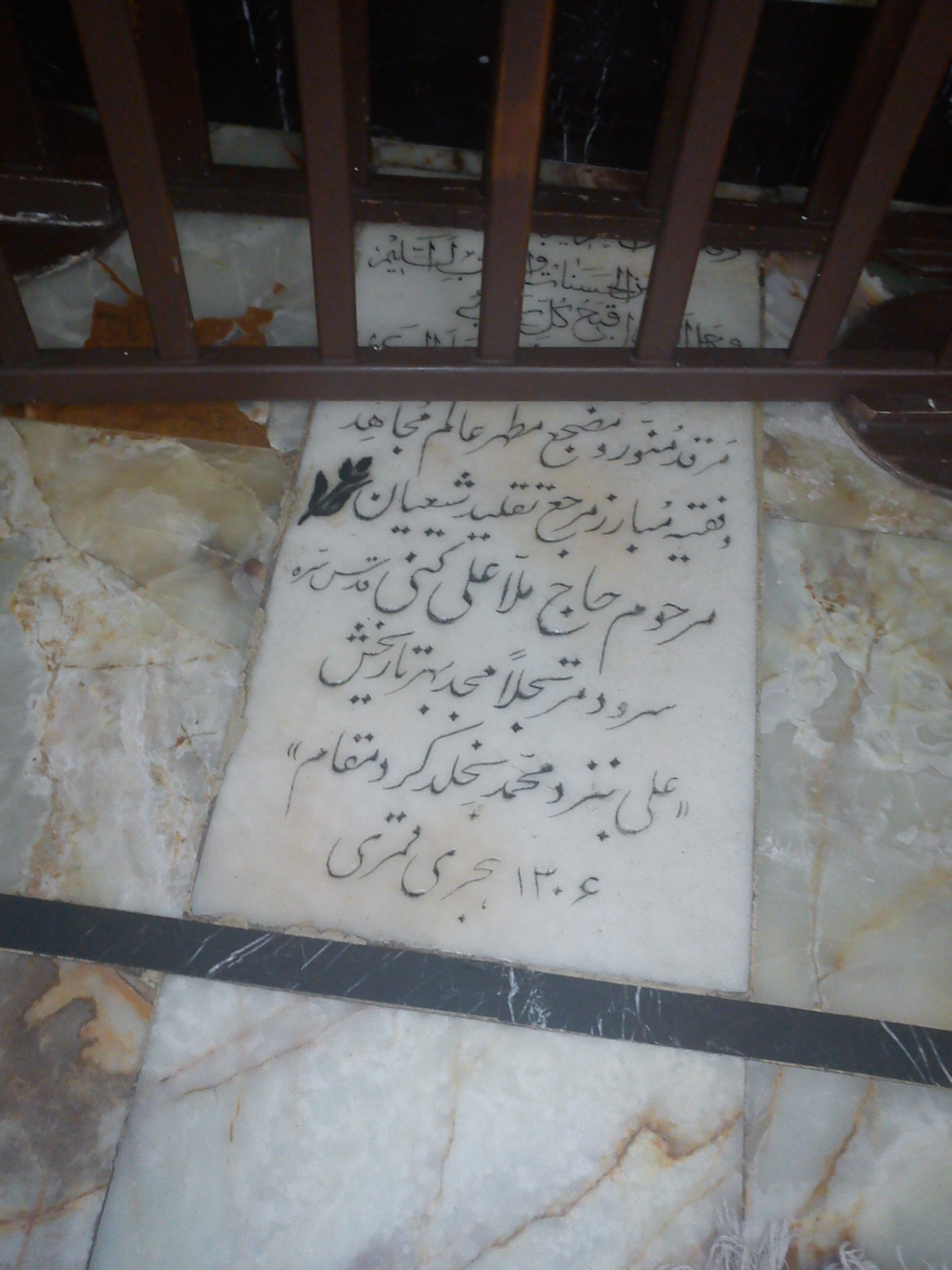
آرامگاه ملا علی کنی
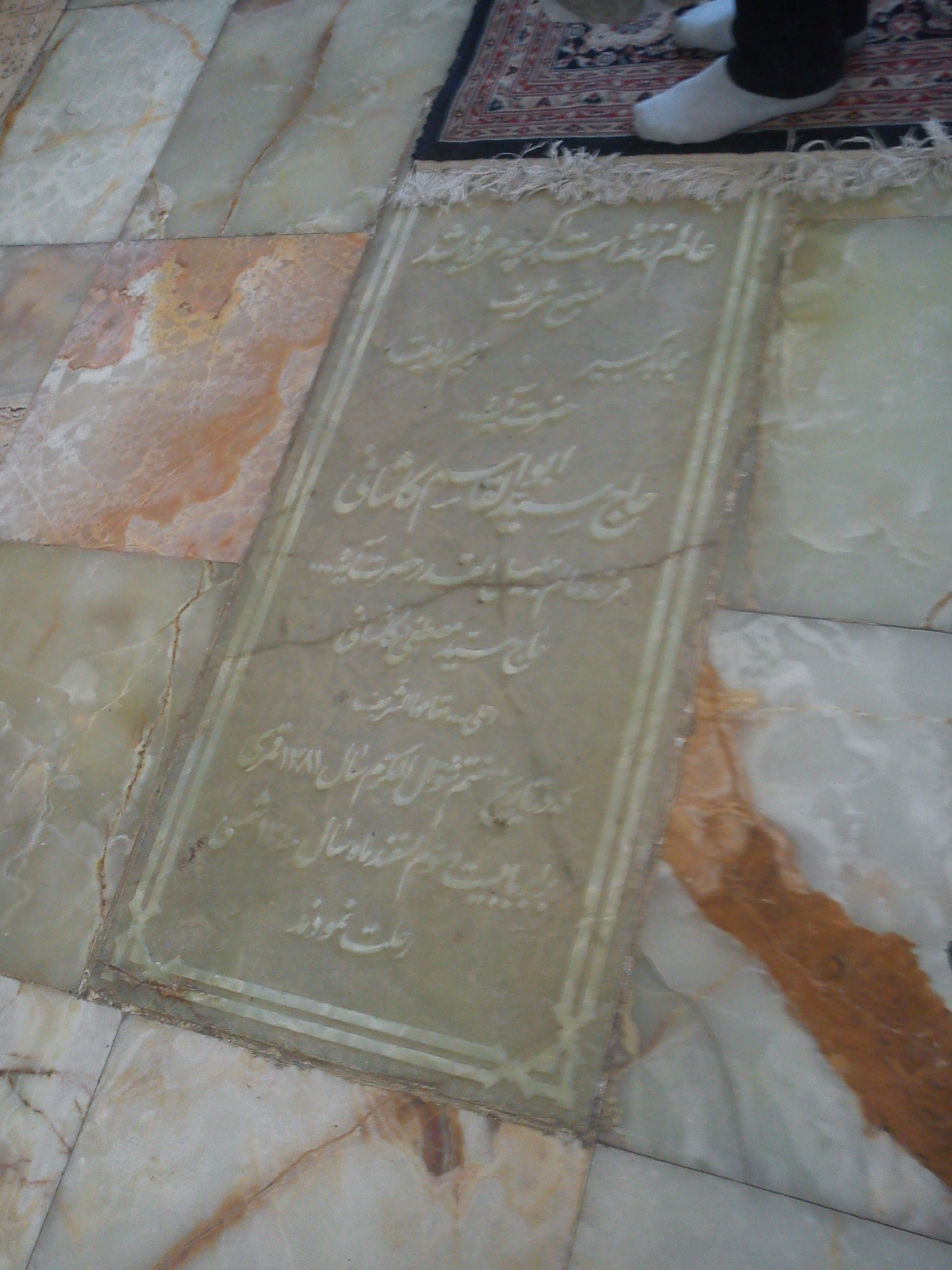
آرامگاه سید ابوالقاسم کاشانی

## بسته شدن درهای حرم
در اواخر اسفند ماه سال ۱۳۹۸ پایگاه اطلاع‌رسانی حضرت عبدالعظیم اعلام کرد که به دنبال شیوع گسترده ویروس کرونا و با درخواست ستاد ملی مبارزه با کرونا در راستای مقابله از روز سه شنبه ۲۷ اسفند ماه تا خرداد ماه ۱۴۰۱ با کم شدن کرونا باز شد.

## نگارخانه

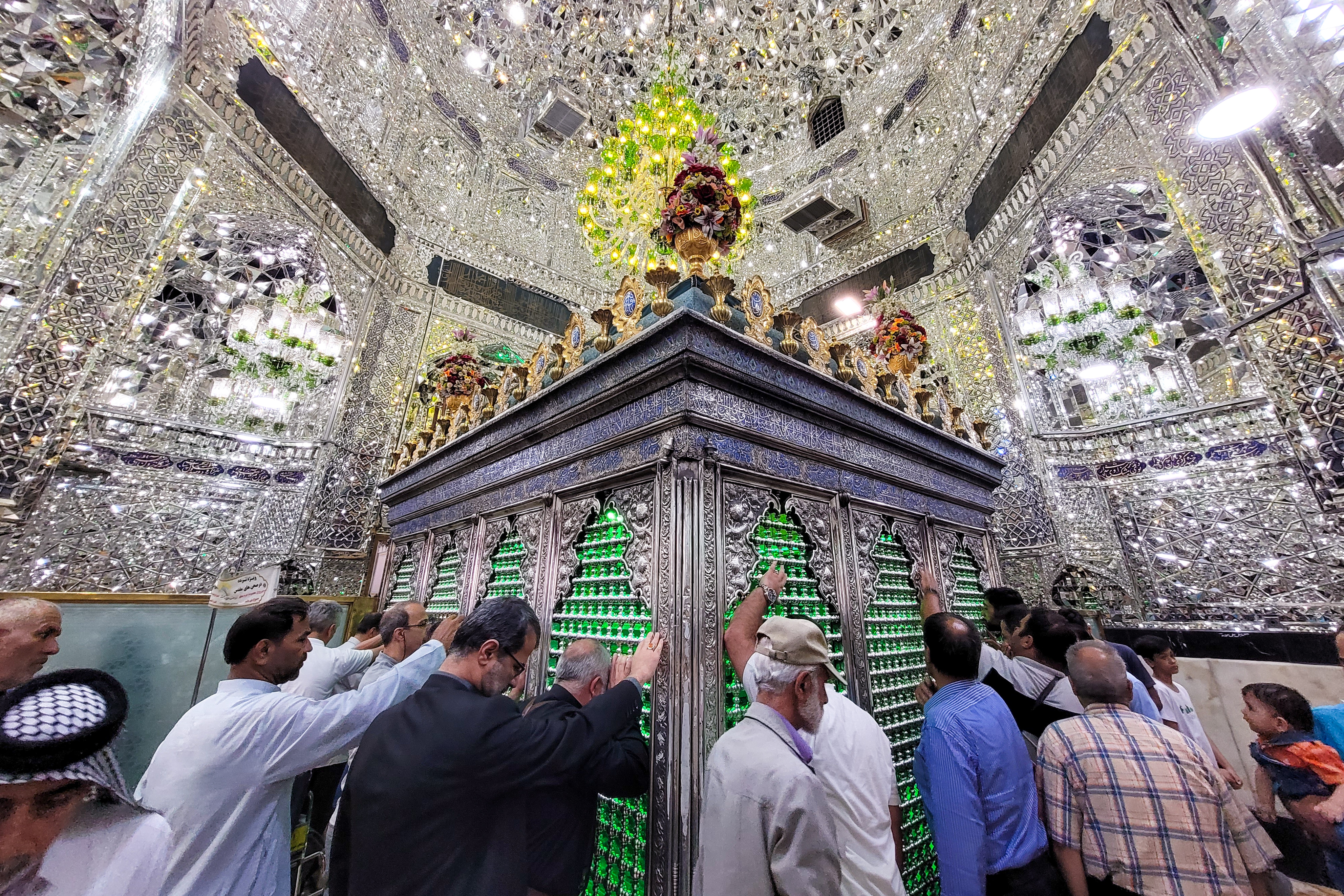
نمای درونی و ضریح حرم شاه عبدالعظیم
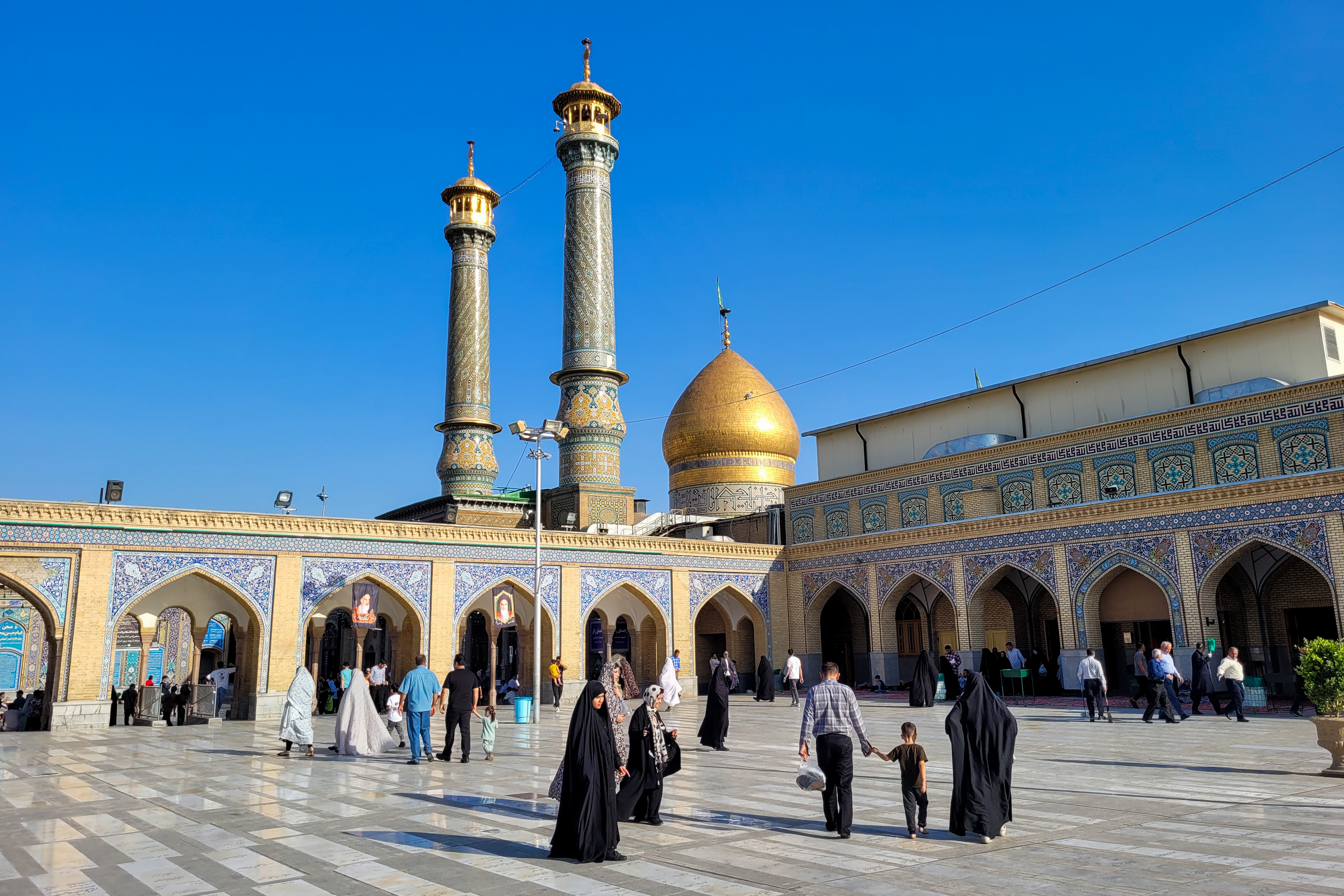
حیاط حرم شاه عبدالعظیم
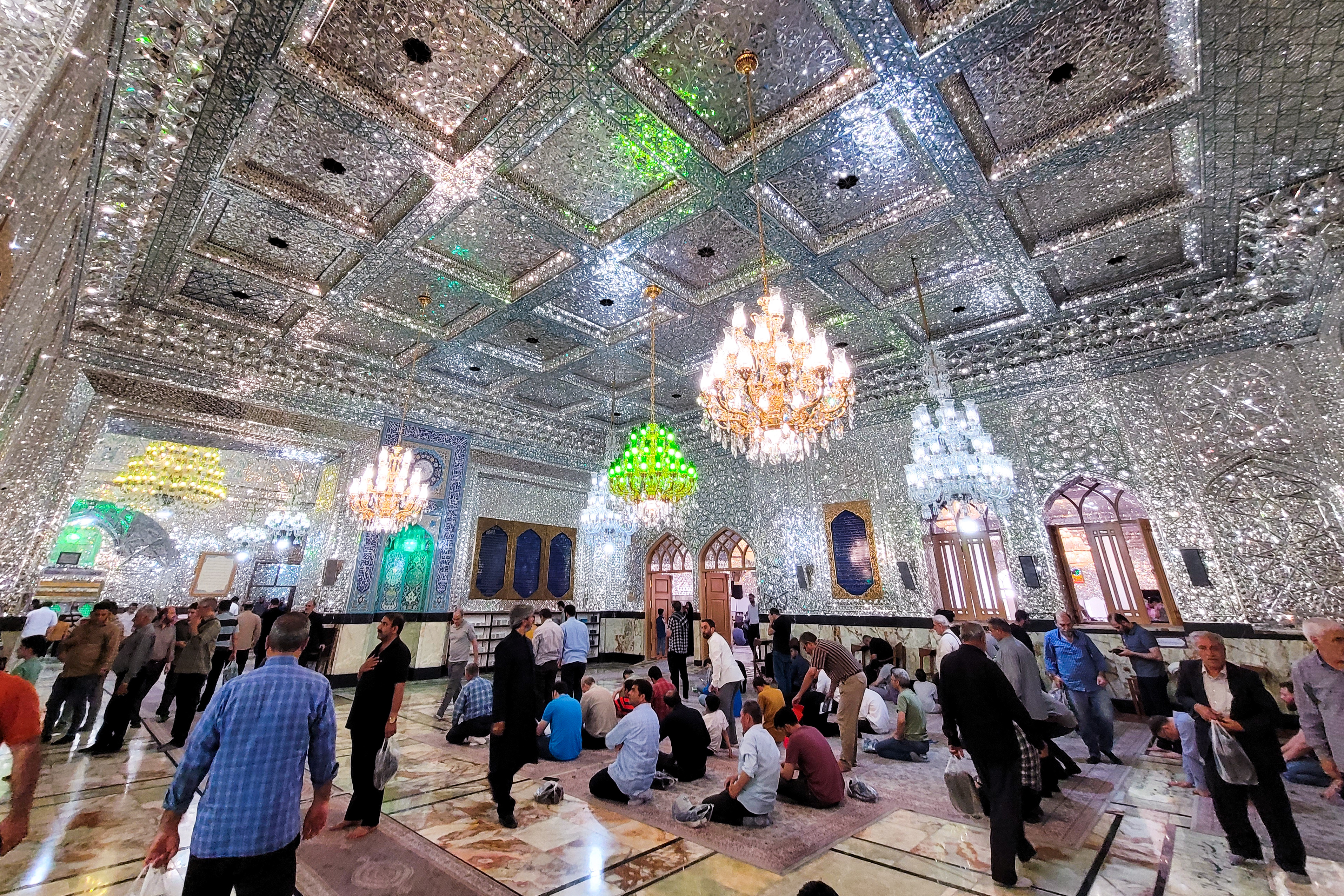
نمای درونی حرم شاه عبدالعظیم
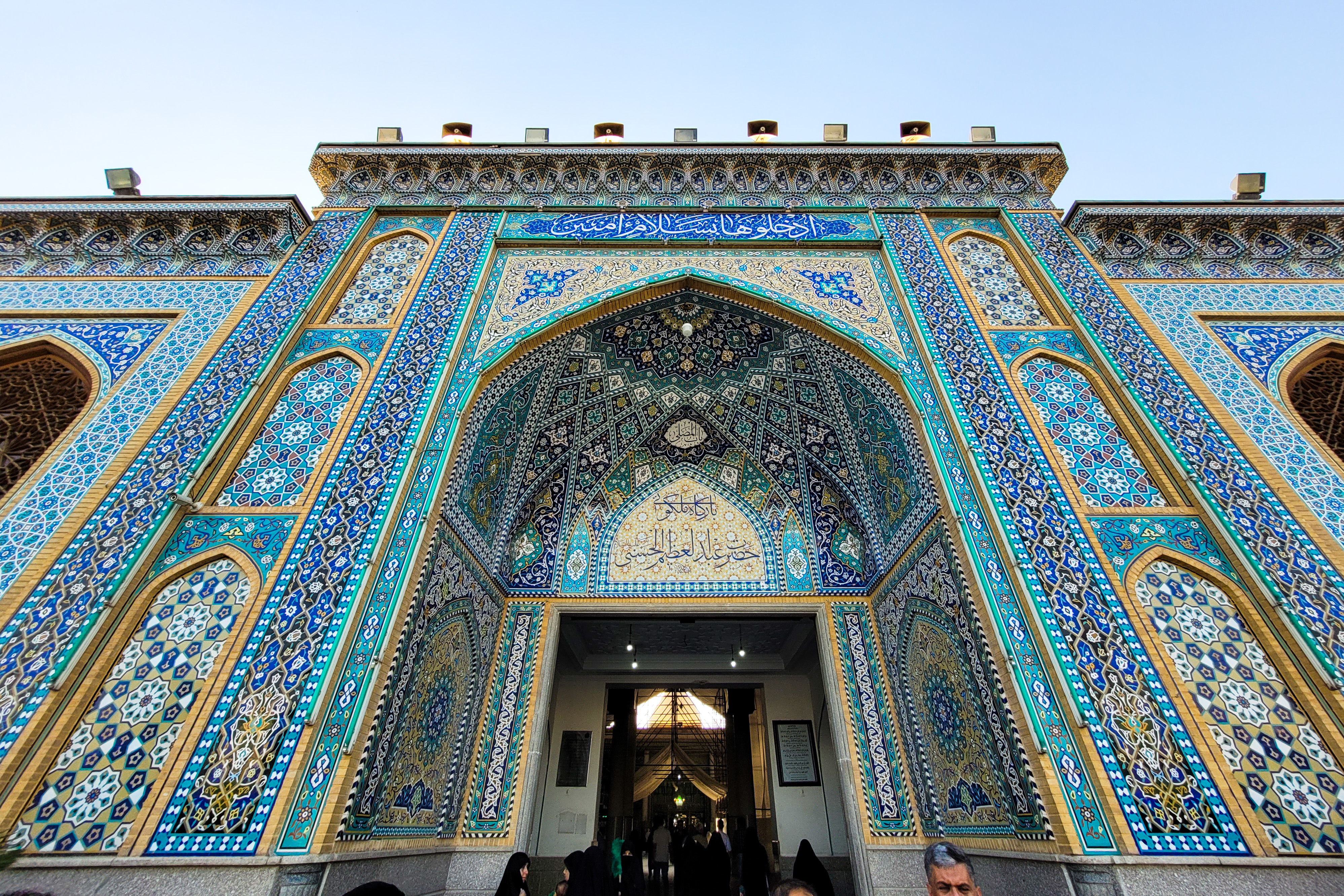
نمایی از حرم شاه عبدالعظیم
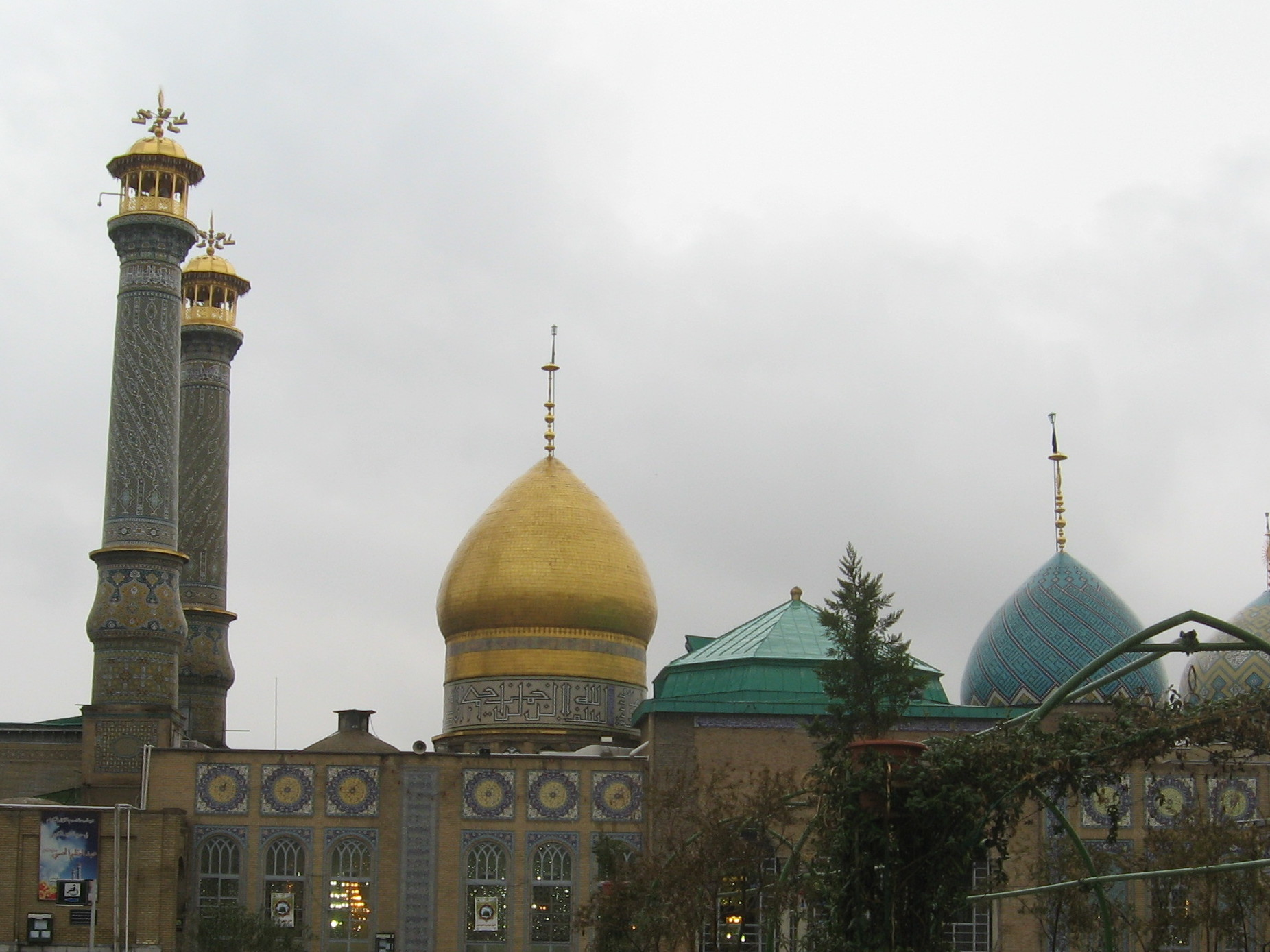
مرقد و بارگاه حرم شاه عبدالعظیم
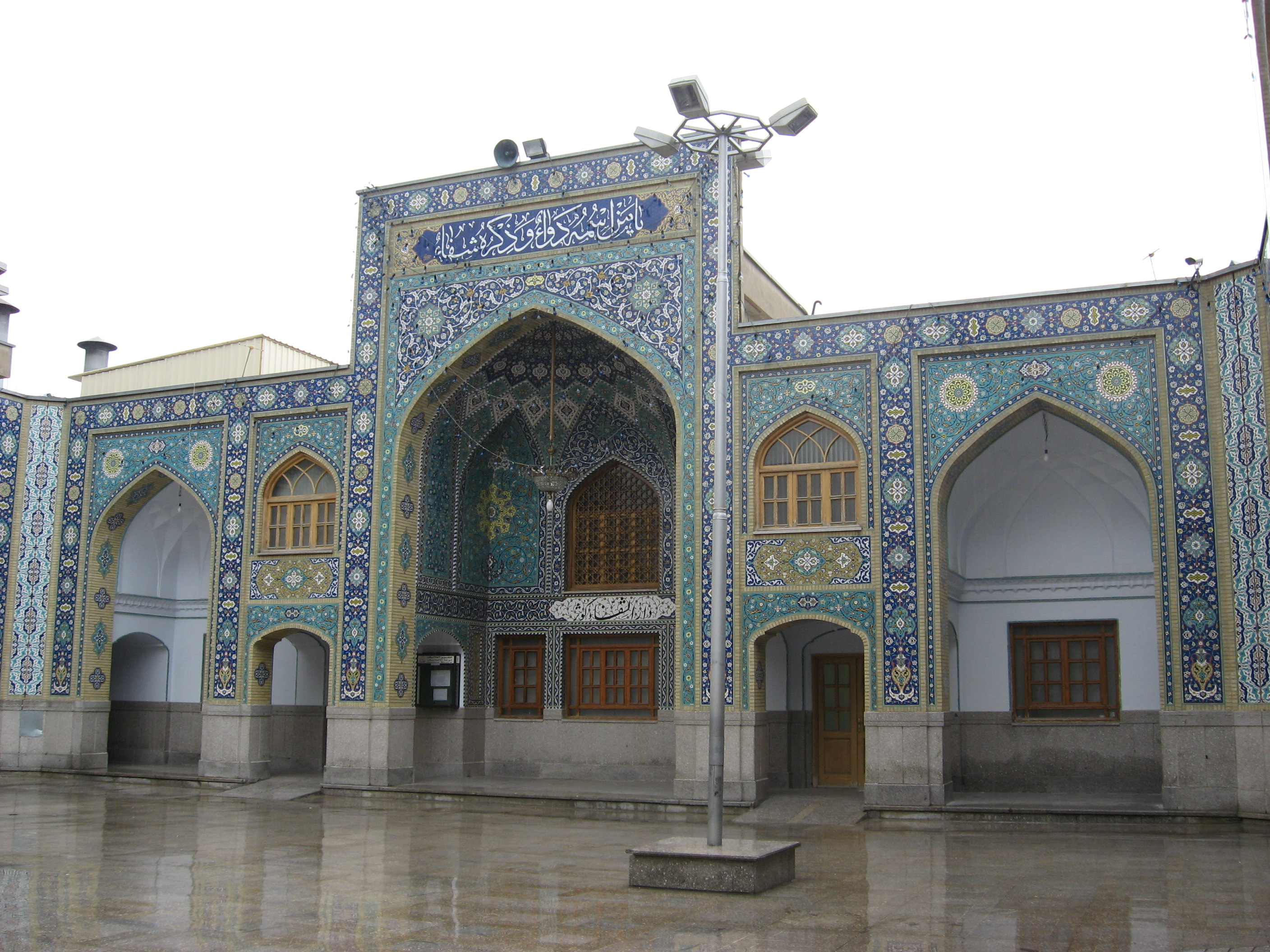
محوطه حرم شاه عبدالعظیم
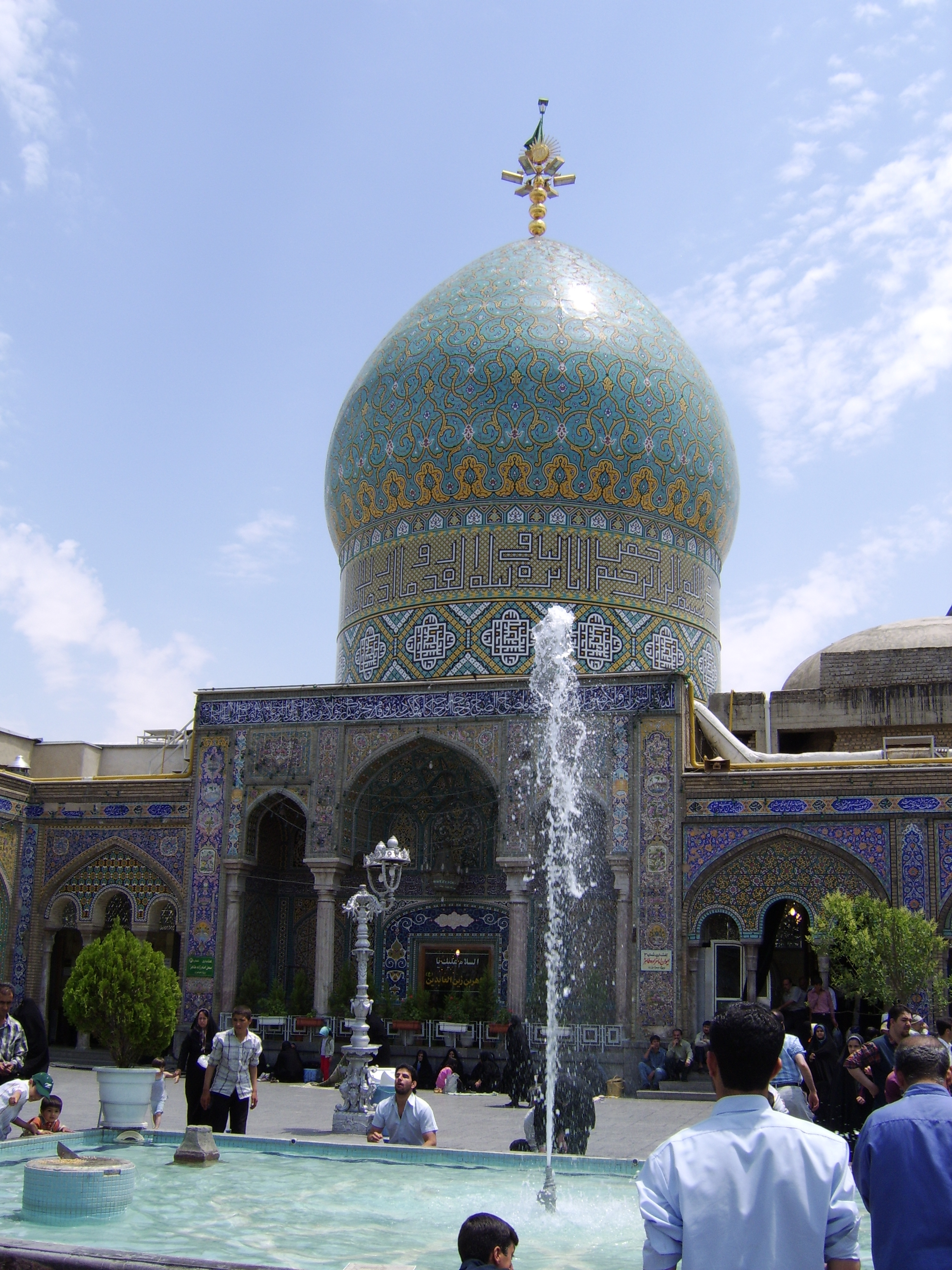
نمایی از حیاط حرم شاه عبدالعظیم
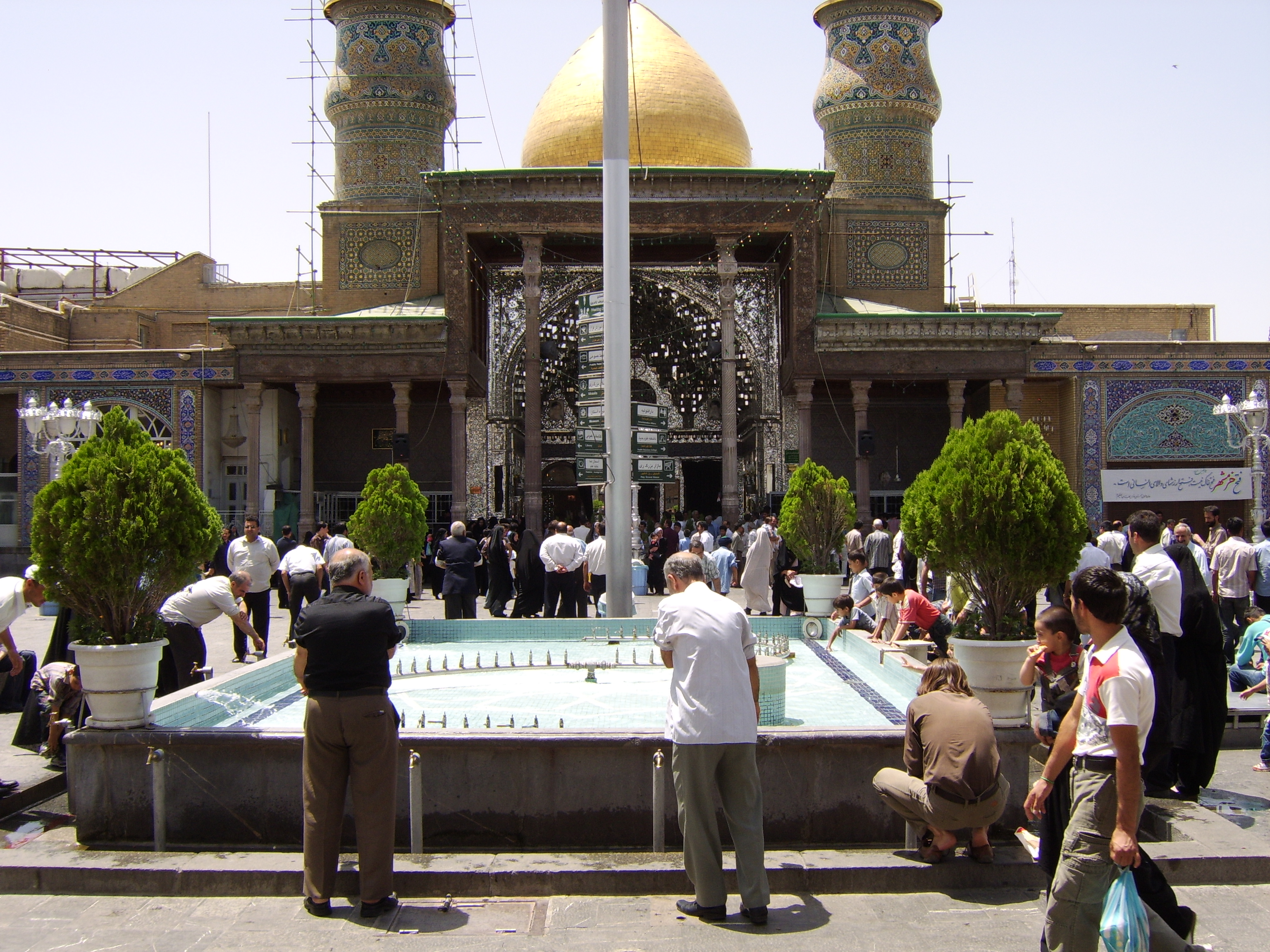
نمایی دیگر از حیاط حرم شاه عبدالعظیم
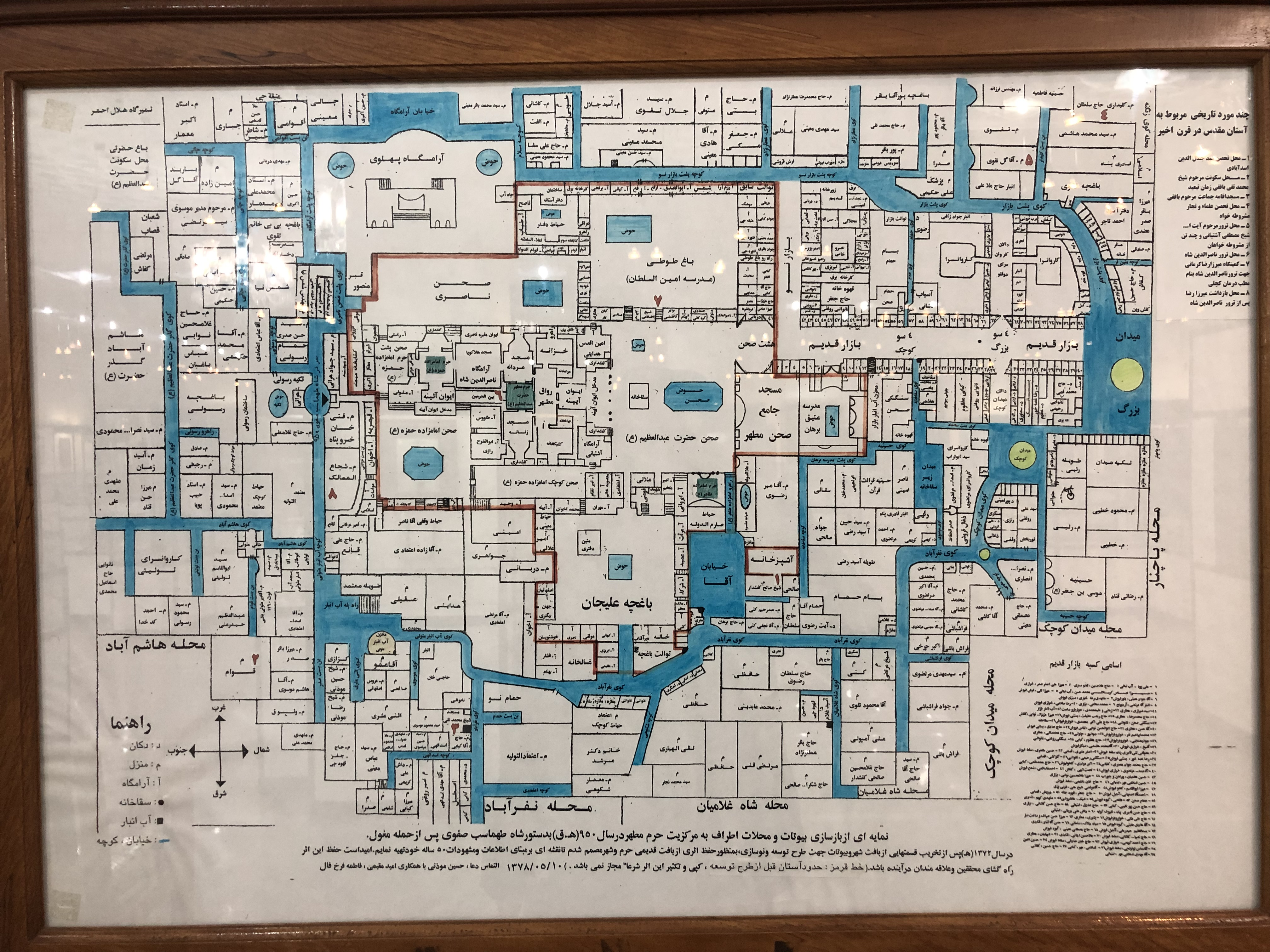
نقشه حرم شاه عبدالعظیم
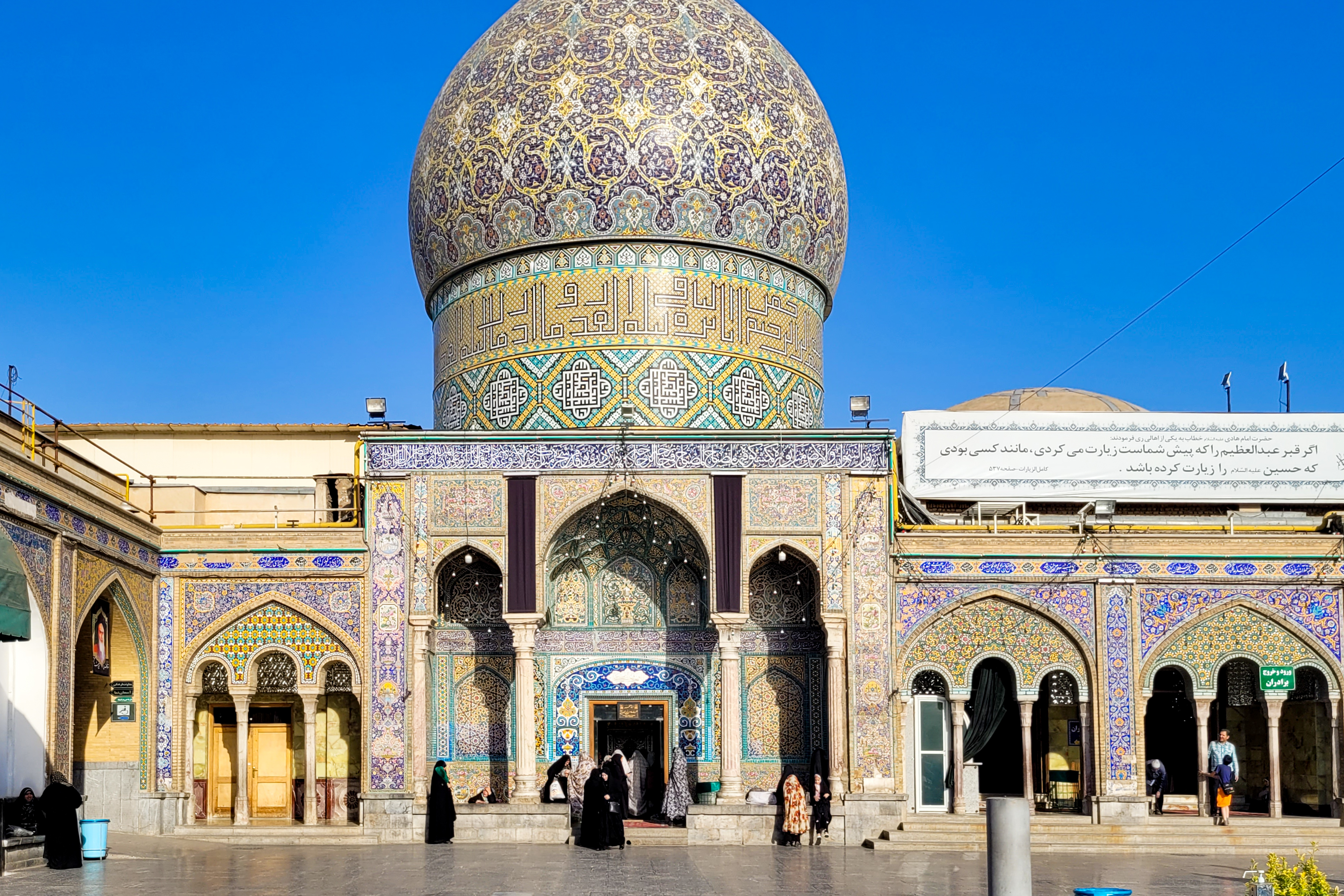
نمایی از حرم شاه عبدالعظیم
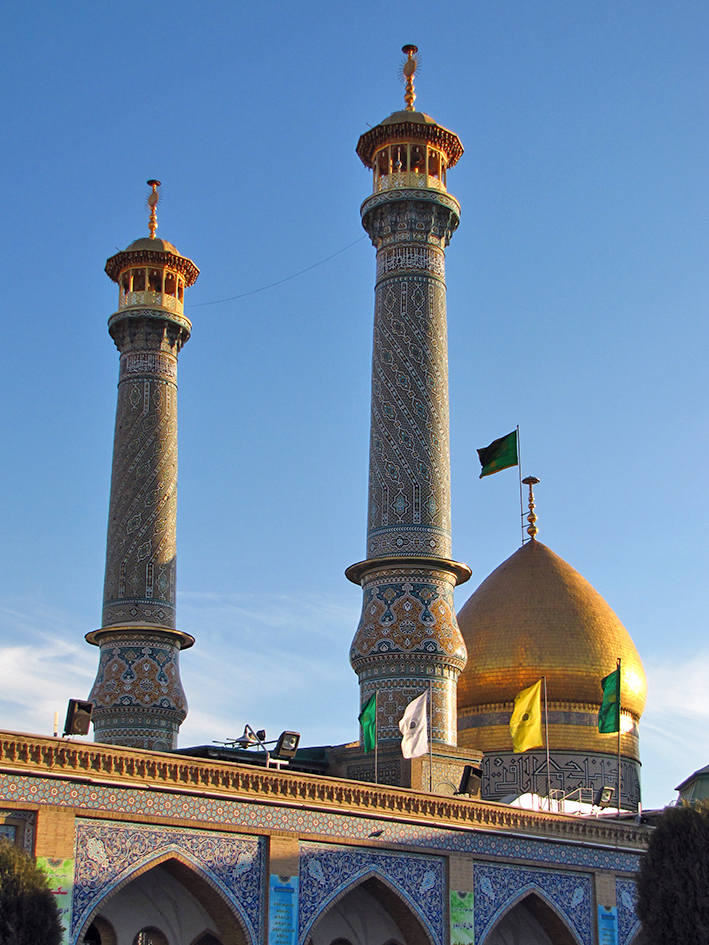
نمایی از بارگاه و حرم شاه عبدالعظیم
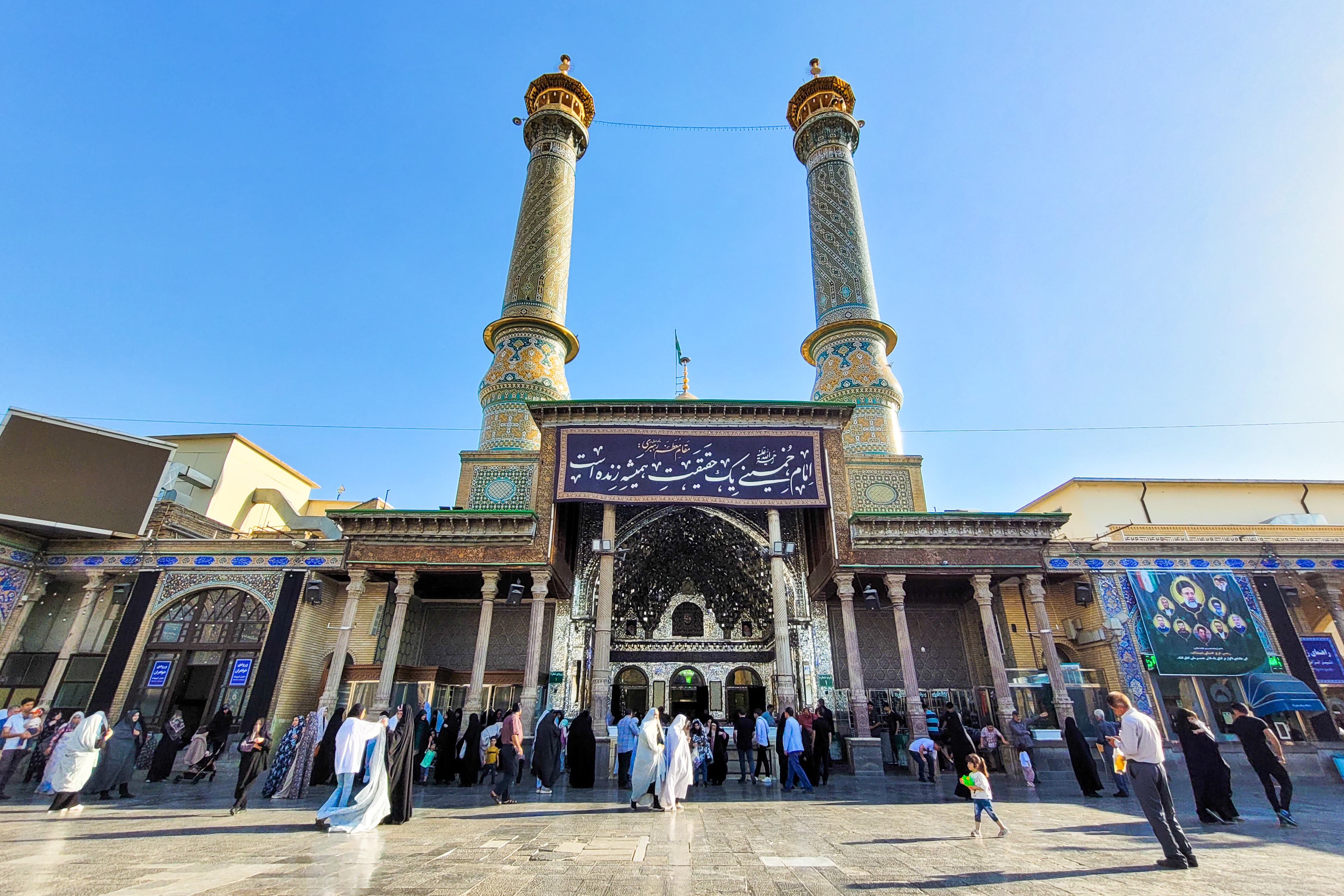
آستانه حرم شاه عبدالعظیم
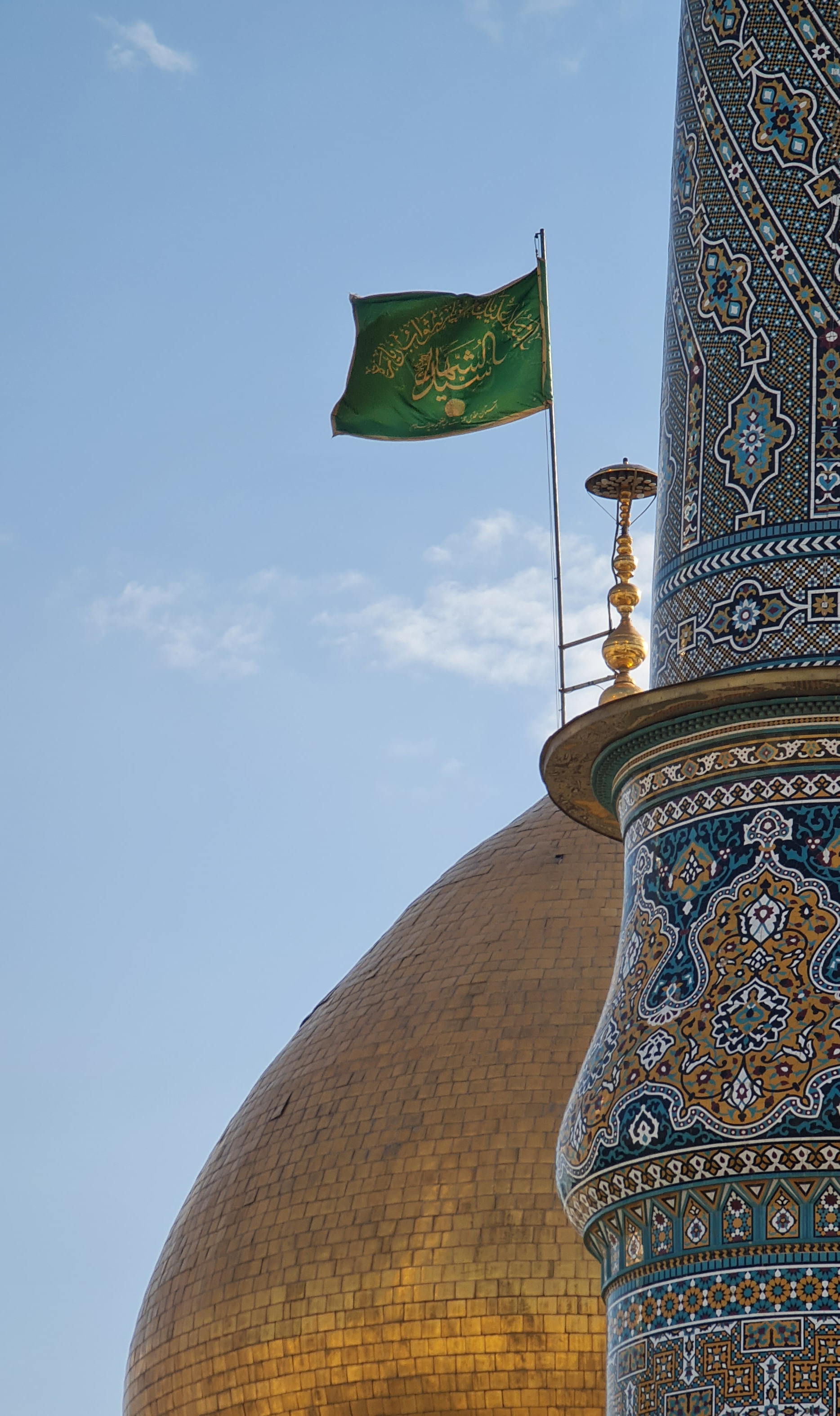
نمایی از گنبد حرم شاه عبدالعظیم
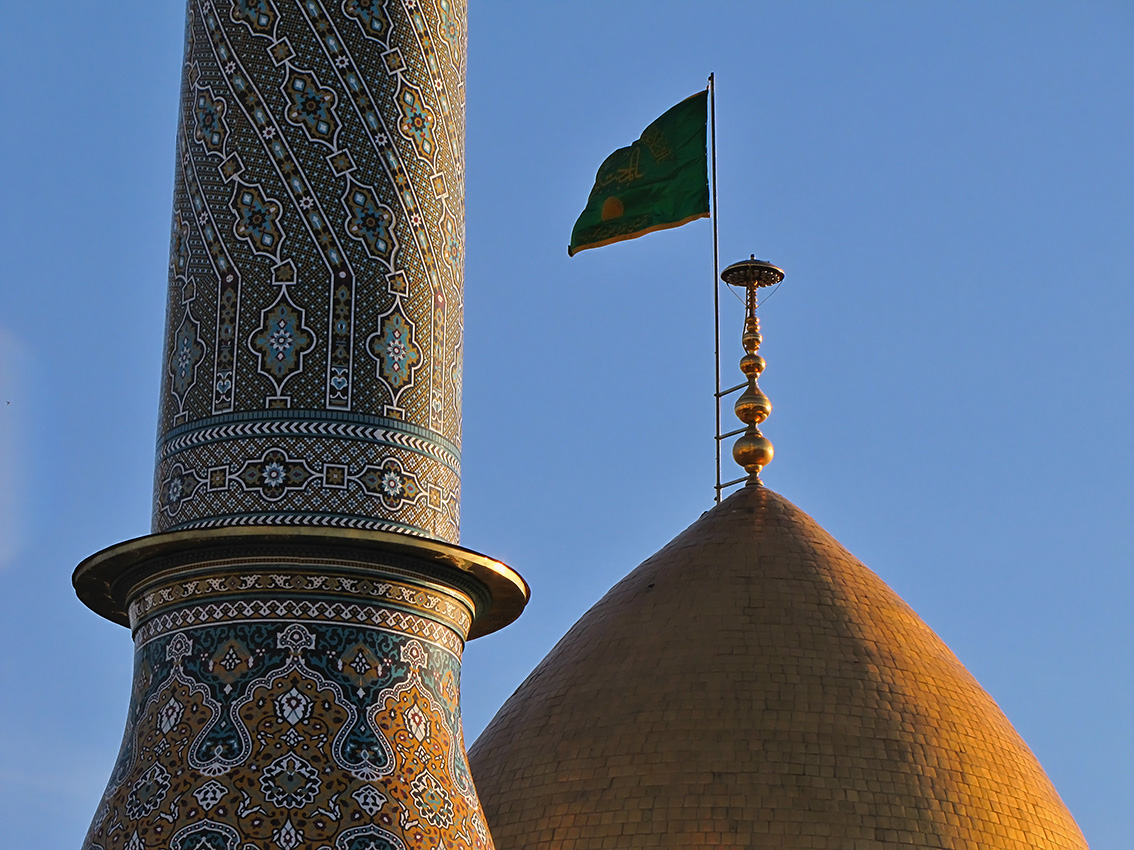
گنبد و مناره در حرم شاه عبدالعظیم
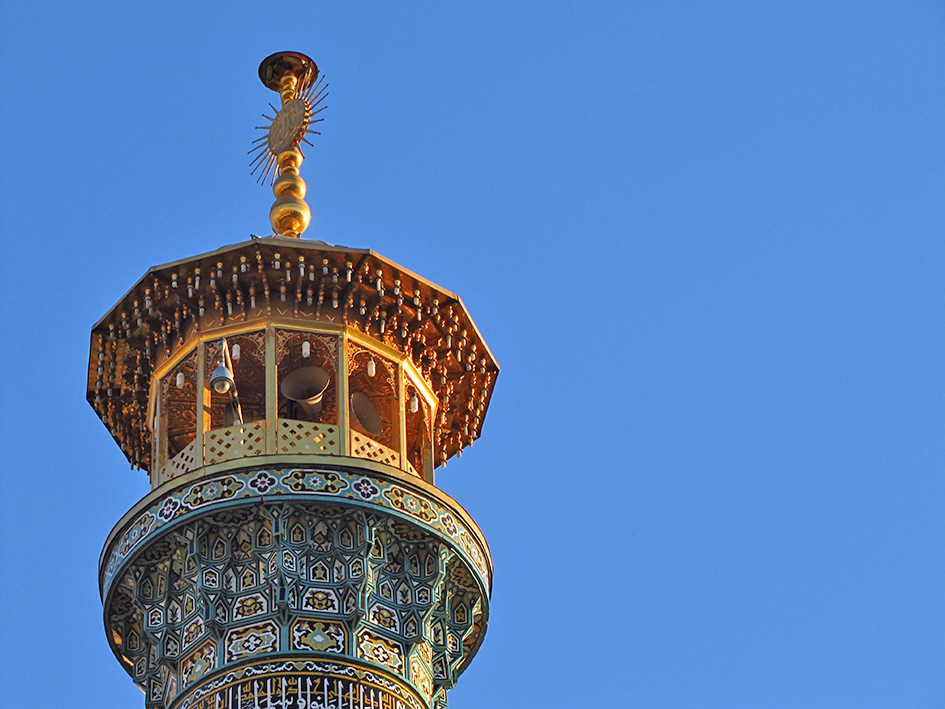
مناره حرم شاه عبدالعظیم
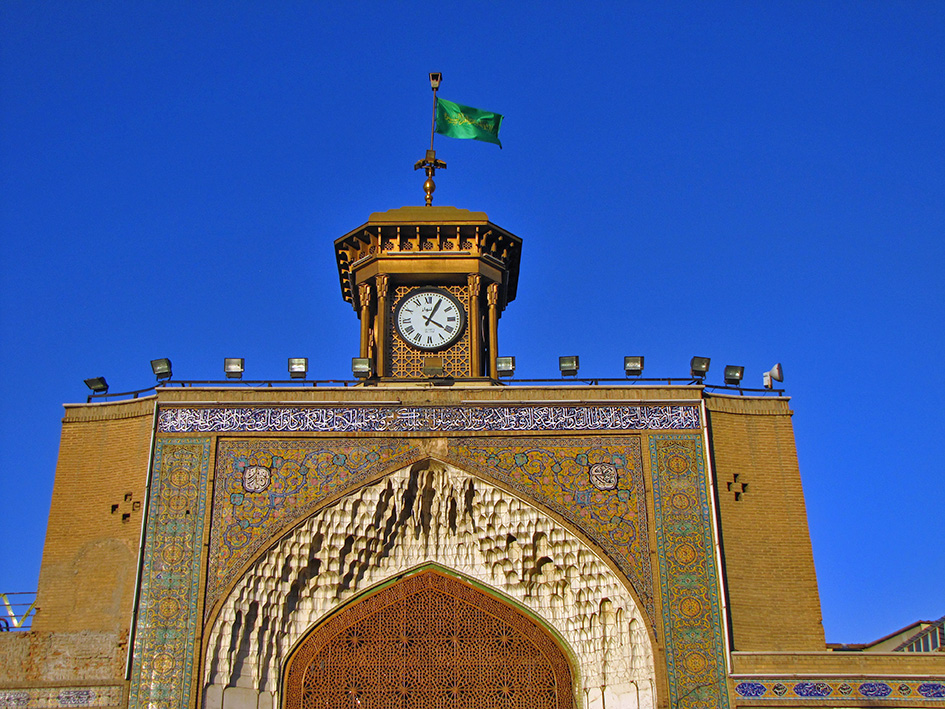
نمایی از حرم شاه عبدالعظیم
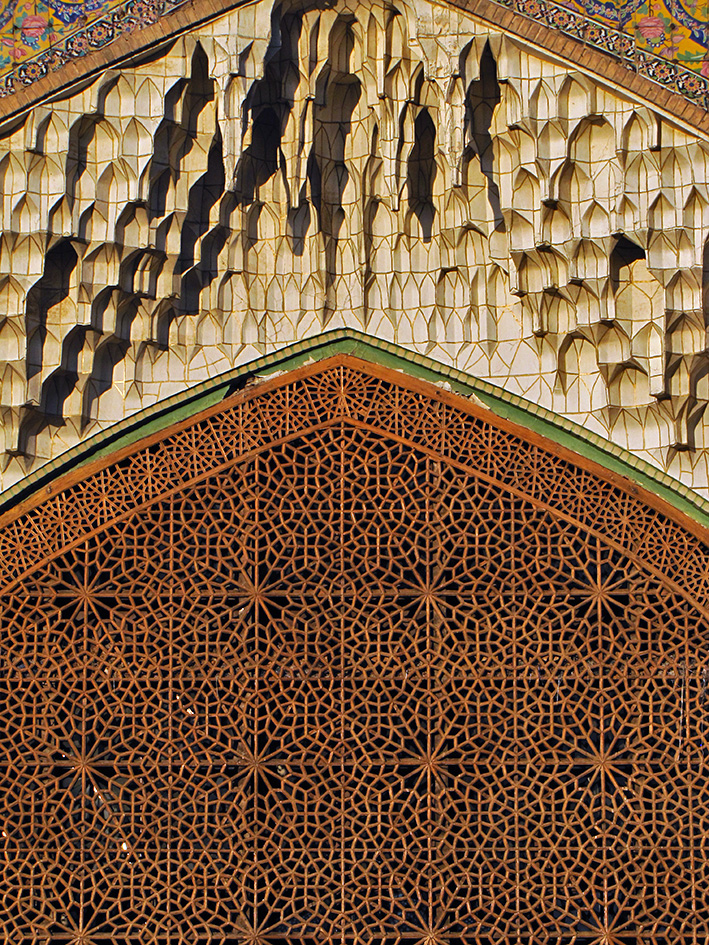
ساخت هنرمندانه یکی از آستانه‌های حرم شاه عبدالعظیم
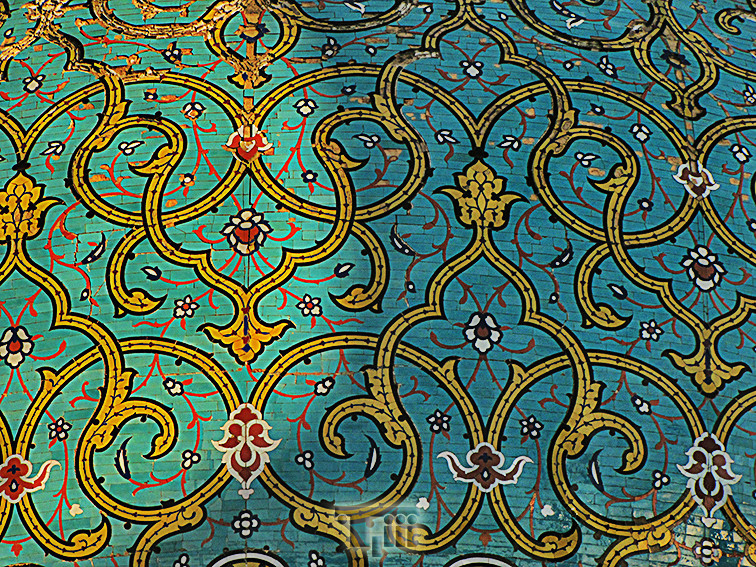
نمایی از یکی از دیوارهای حرم شاه عبدالعظیم
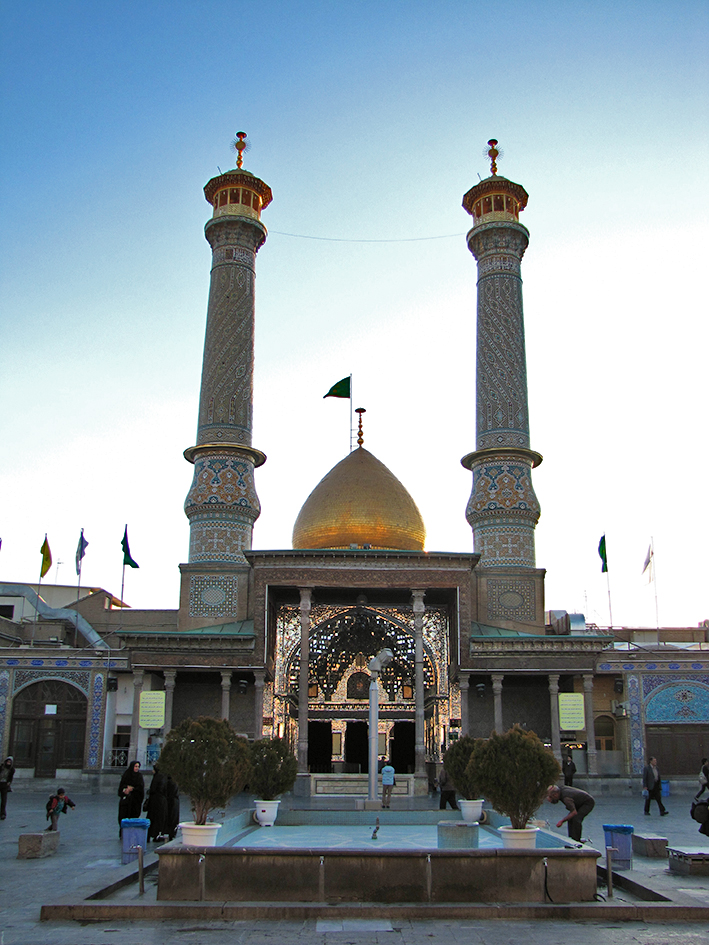
مناره حرم شاه عبدالعظیم
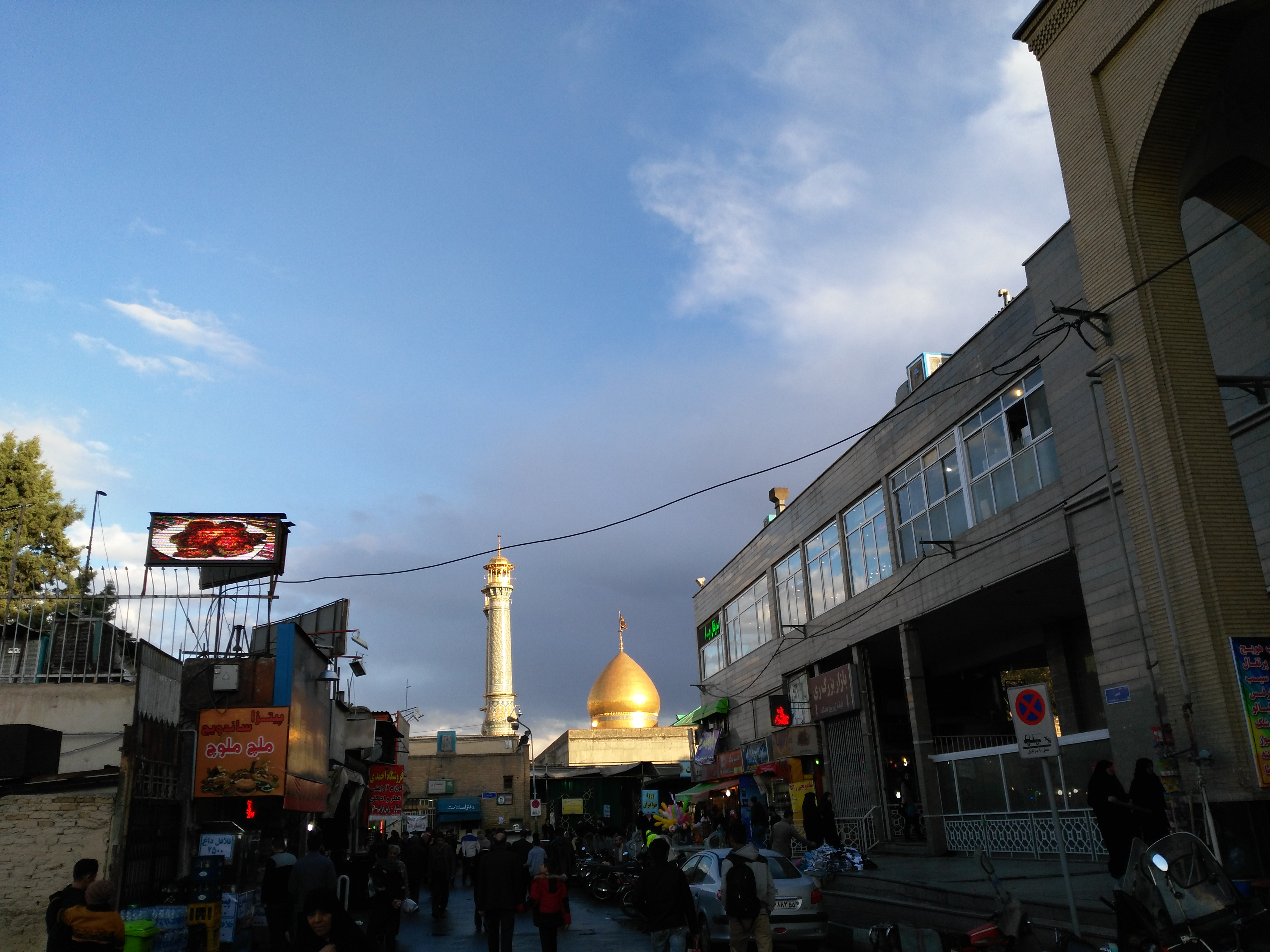
بارگاه شاه عبدالعظیم حسنی در شهرری
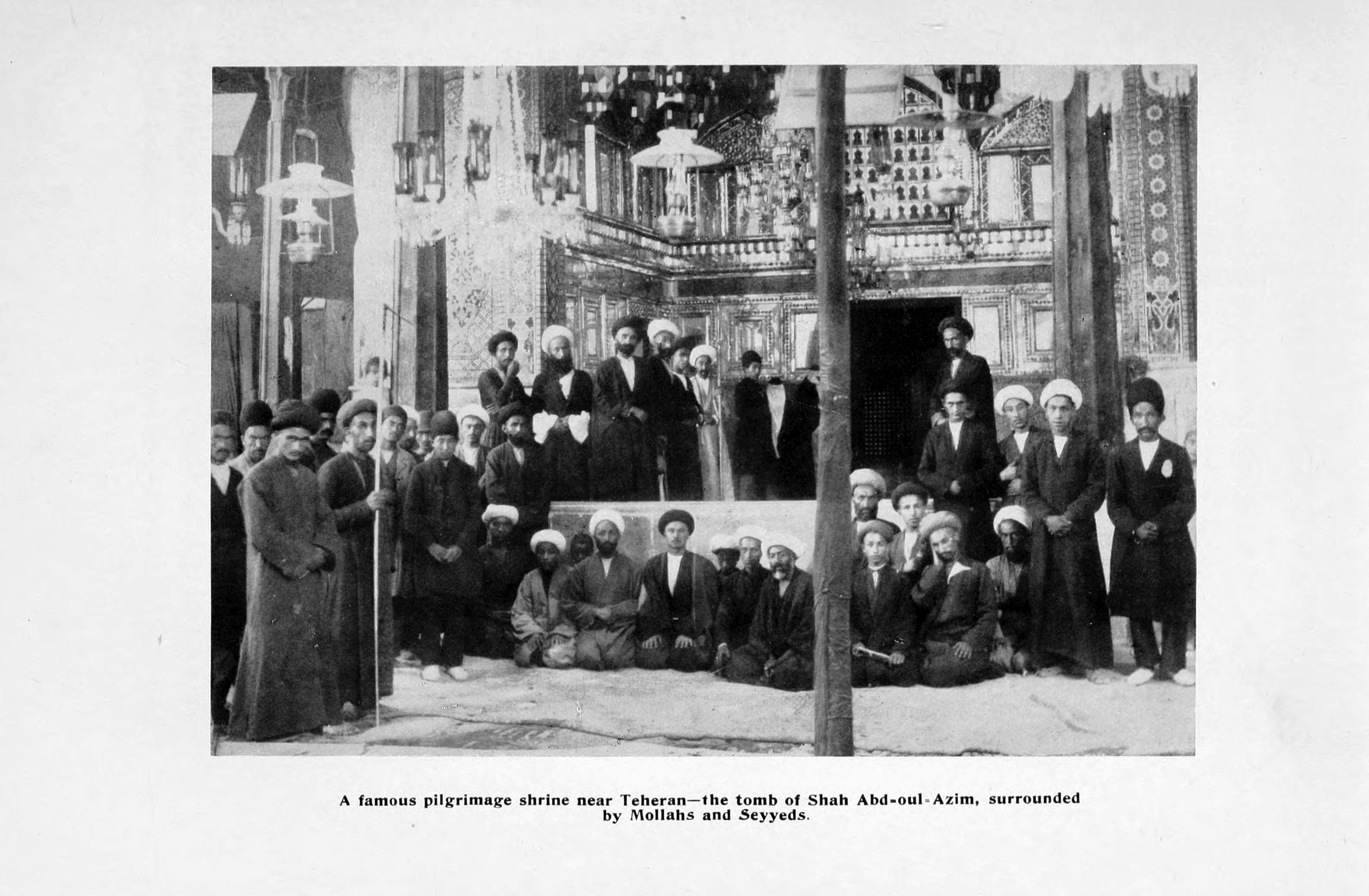
ورودی حرم در اواخر عهد قاجار
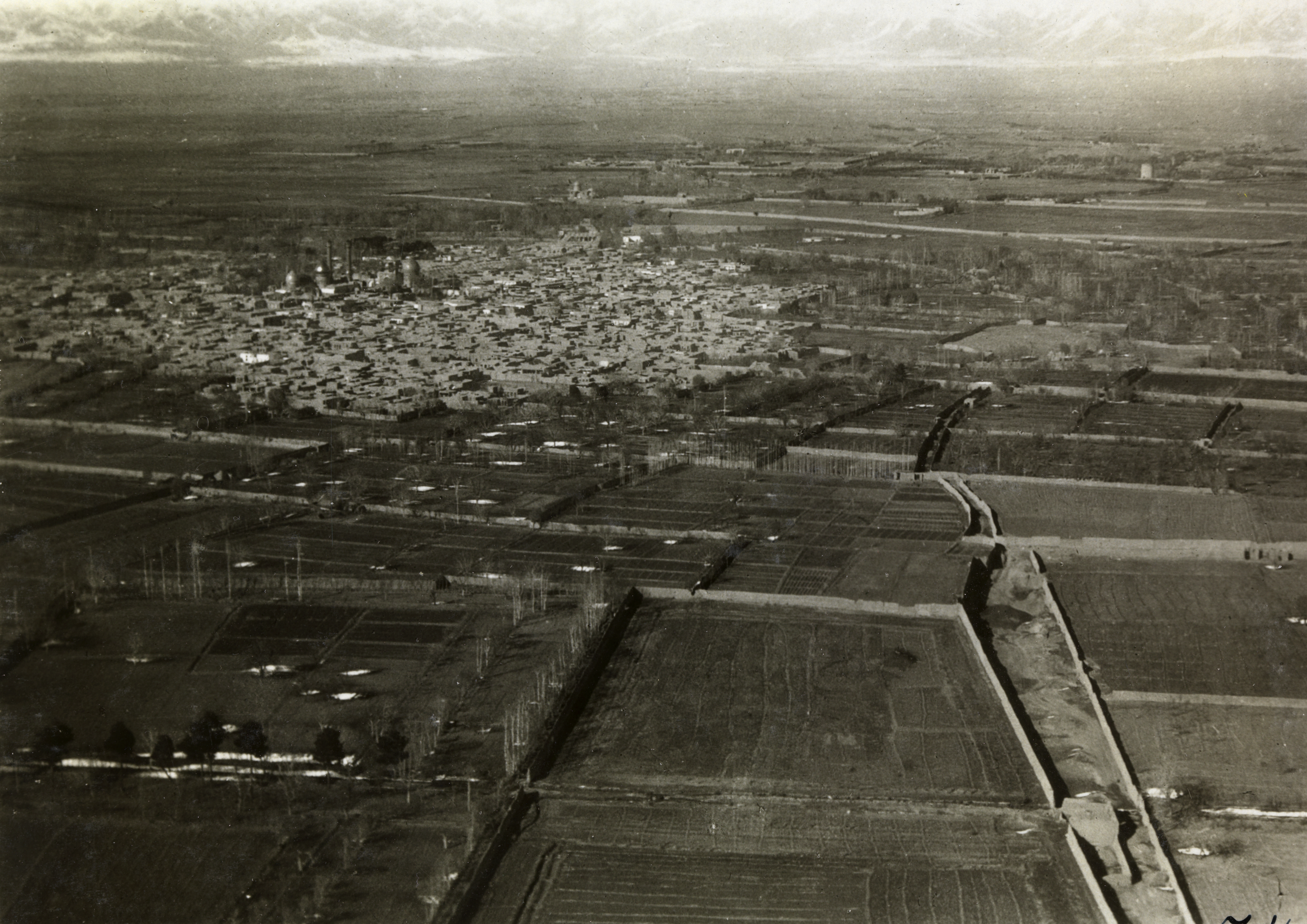
حرم شاه عبدالعظیم، ری، ۱۳۰۳
حرم شاه عبدالعظیم، سال ۱۳۰۳ شمسی
نمای حرم از بالا (متعلق به سال ۱۹۲۴-۱۹۲۵ میلادی)
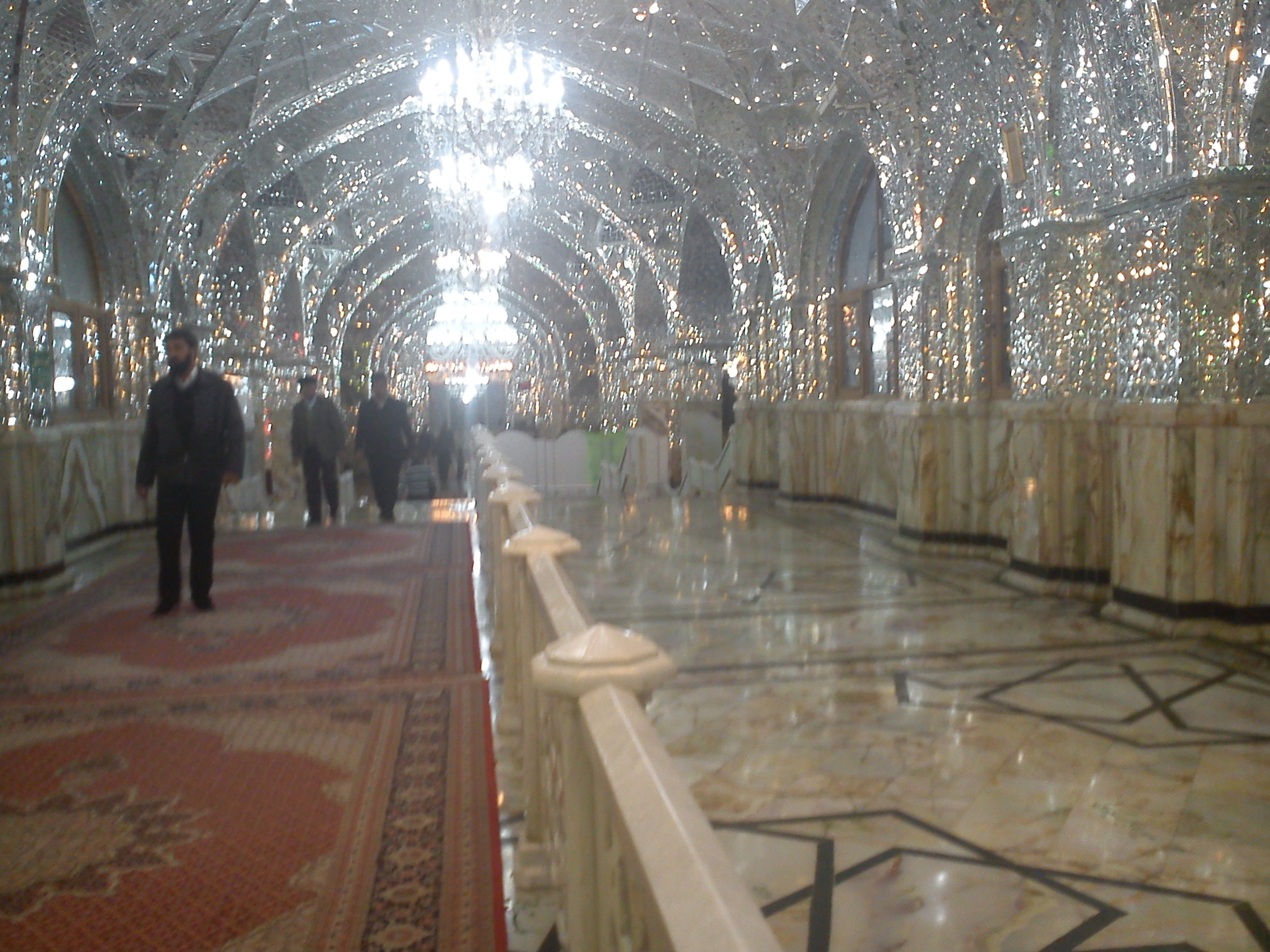
حرم شاه عبدالعظیم، نمایی از درون آرامگاه
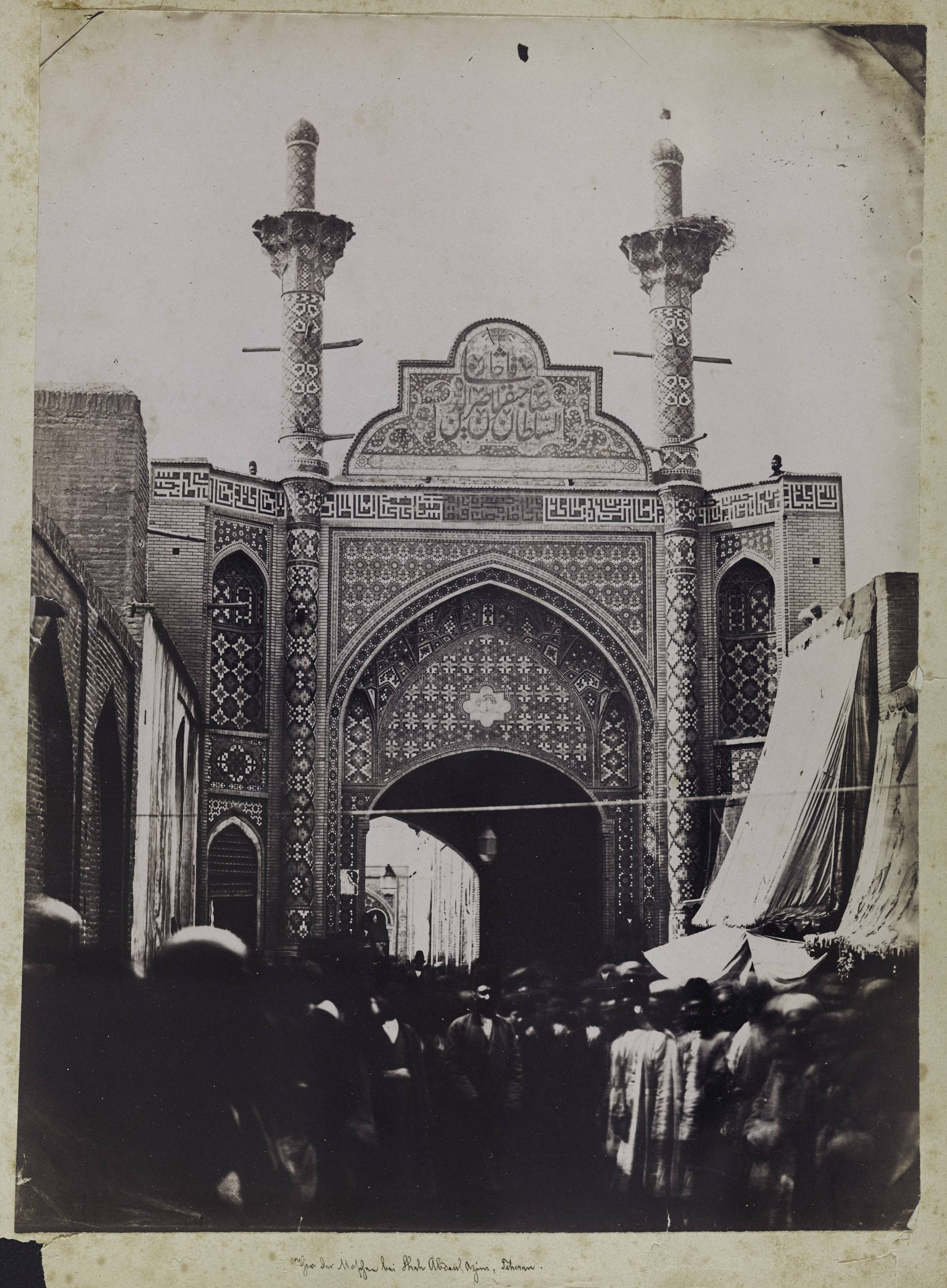
سردر آرامگاه در دوران قاجار؛ با نشان سلطان صاحبقران، بانی نوسازی بنا
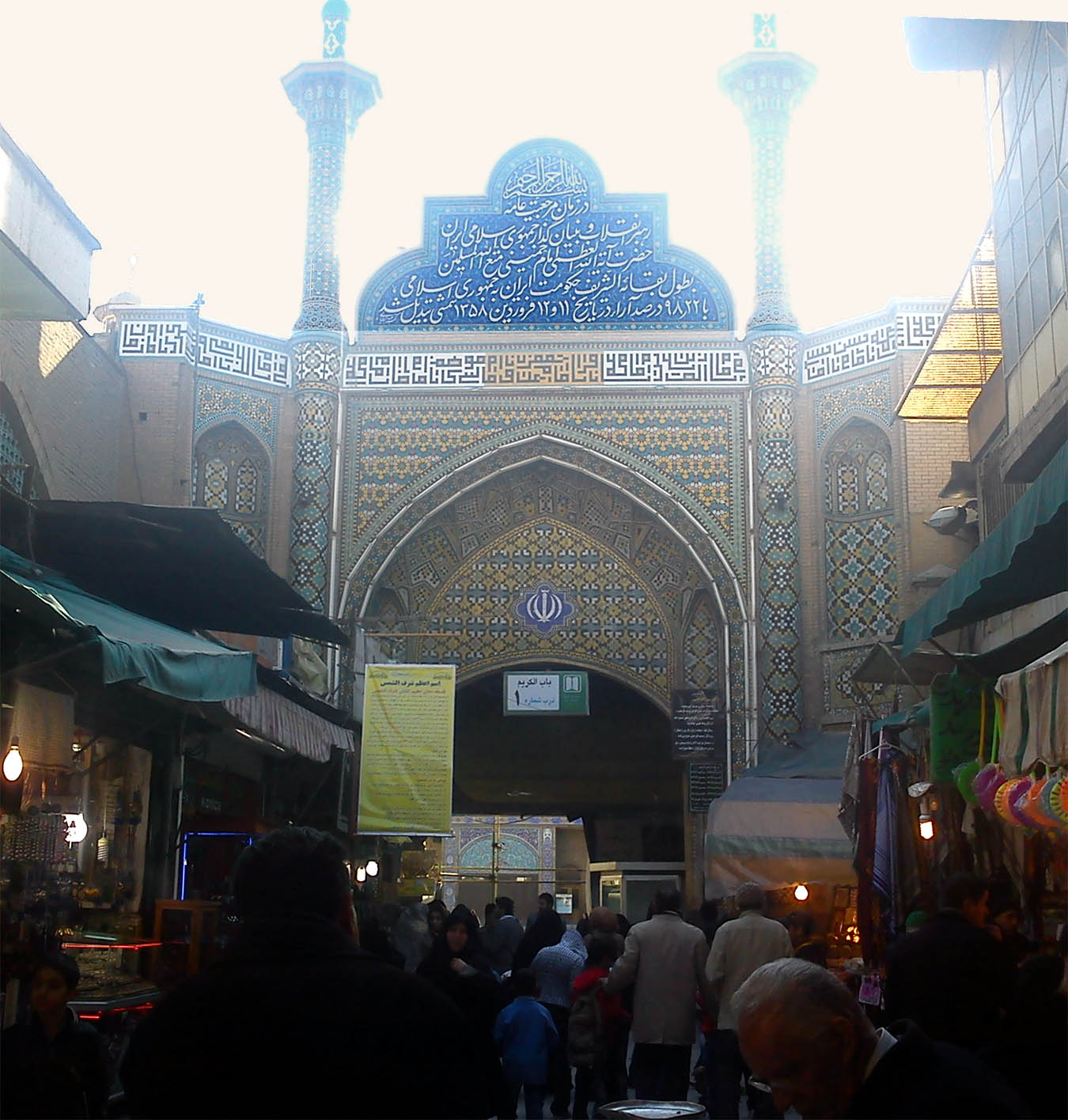
سردر آرامگاه در زمان کنونی؛ با نشان زمان و شمار آرا رفراندوم جمهوری  اسلامی
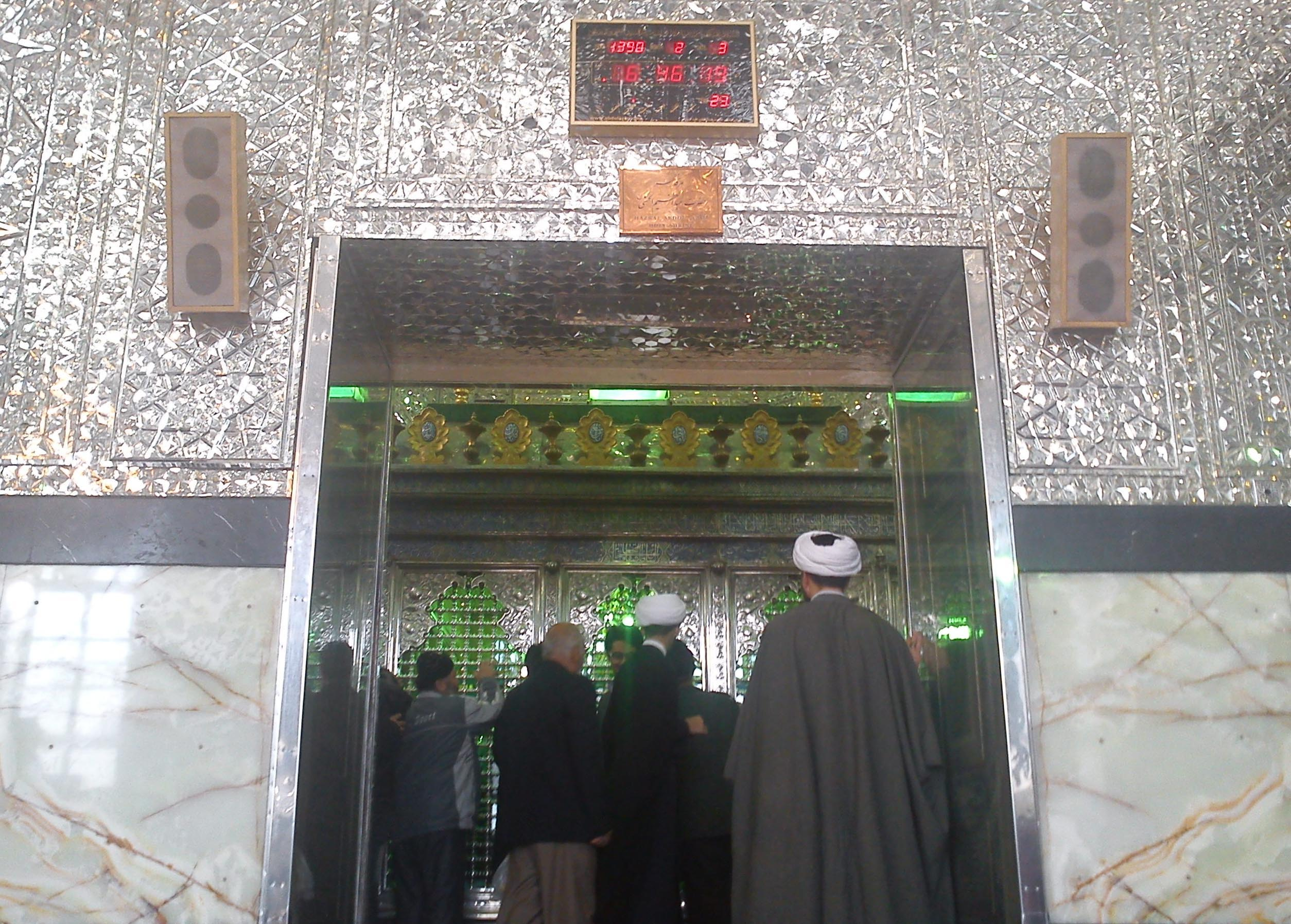
حرم شاه عبدالعظیم: ضریح
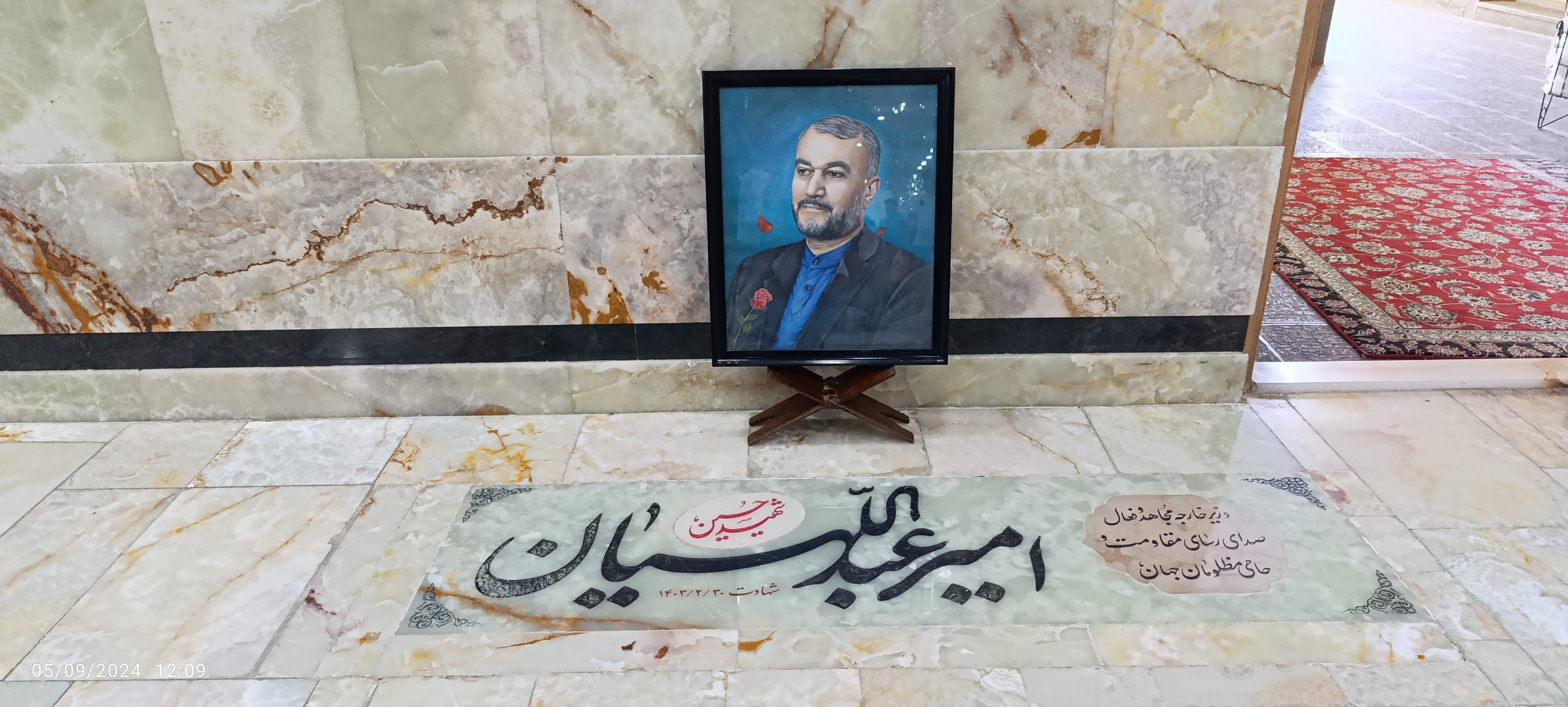
قبرحسین امیرعبداللهیان، وزیر خارجه سابق ایران